# Випуски Ubuntu
Ubuntu — операційна система для настільних комп'ютерів, робочих станцій, лептопів і серверів, є найпопулярнішим[джерело?] у світі дистрибутивом Linux.
Нові версії системи виходять двічі на рік, кожен випуск має номер версії та кодову назву. Номер версії складається з року й місяця, в якому відбувся випуск. Перший випуск Ubuntu 4.10 вийшов у світ у жовтні 2004 р. Відповідно, номери майбутніх версій є тимчасовими; якщо випуск відкладено на місяць, або більше, то номер версії обов'язково зміниться.
Кодові назви випусків вибираються так, щоб перша літера нової назви була наступною за абеткою відносно першої літери попередньої. Це спрощує розпізнавання номерів версій за кодовою назвою. Після літери Z знову повертаються до A.
Дата виходу нової версії розраховується таким чином, щоб він відбувся приблизно через місяць після виходу нових версій GNOME та X.org. Зазвичай, кожен випуск Ubuntu містить останні версії GNOME та X.org.
Випуски 6.06, 8.04, 10.04, 12.04, 14.04, 16.04, 18.04 та 20.04 помічені, як LTS (англ. Long Term Support — дослівно «підтримка протягом тривалого періоду»), що означає, що показує намір Canonical Ltd. підтримувати їх оновленнями довше, ніж більшість інших випусків Ubuntu. Оновлення пакунків заплановане протягом трьох років для користувацьких версій і п'яти років для серверних, з платною технічною підтримкою від Canonical Ltd. на цей період.

## Історія випусків

### Загальний огляд
| Колір    | Значення           |
| -------- | ------------------ |
| Червоний | Не підтримується   |
| Жовтий   | Досі підтримується |
| Зелений  | Поточний випуск    |
| Синій    | Майбутній випуск   |

| Версія    | Кодова назва      | Переклад              | Дата виходу    | Підтримка до   | Підтримка до   | Версія ядра |
| Версія    | Кодова назва      | Переклад              | Дата виходу    | Desktop        | Server         | Версія ядра |
| --------- | ----------------- | --------------------- | -------------- | -------------- | -------------- | ----------- |
| 4.10      | Warty Warthog     | Пильний бородавочник  | 20 жовтня 2004 | 30 квітня 2006 | 30 квітня 2006 | 2.6.8       |
| 5.04      | Hoary Hedgehog    | Сивий їжак            | 8 квітня 2005  | 31 жовтня 2006 | 31 жовтня 2006 | 2.6.10      |
| 5.10      | Breezy Badger     | Бадьорий борсук       | 13 жовтня 2005 | 13 квітня 2007 | 13 квітня 2007 | 2.6.12      |
| 6.06 LTS  | Dapper Drake      | Тямущий селезень      | 1 червня 2006  | 14 липня 2009  | 1 червня 2011  | 2.6.15      |
| 6.10      | Edgy Eft          | Квапливий тритон      | 26 жовтня 2006 | 24 квітня 2008 | 24 квітня 2008 | 2.6.17      |
| 7.04      | Feisty Fawn       | Відважне оленя        | 19 квітня 2007 | 19 жовтня 2008 | 19 жовтня 2008 | 2.6.20      |
| 7.10      | Gutsy Gibbon      | Безстрашний гібон     | 18 жовтня 2007 | 18 квітня 2009 | 18 квітня 2009 | 2.6.22      |
| 8.04 LTS  | Hardy Heron       | Чіпка чапля           | 24 квітня 2008 | 12 травня 2011 | 9 травня 2013  | 2.6.24      |
| 8.10      | Intrepid Ibex     | Розжарений козеріг    | 30 жовтня 2008 | 30 квітня 2010 | 30 квітня 2010 | 2.6.27      |
| 9.04      | Jaunty Jackalope  | Жвавий зайцелоп       | 24 квітня 2009 | 23 жовтня 2010 | 23 жовтня 2010 | 2.6.28      |
| 9.10      | Karmic Koala      | Кармічна коала        | 29 жовтня 2009 | 30 квітня 2011 | 30 квітня 2011 | 2.6.31      |
| 10.04 LTS | Lucid Lynx        | Ясна рись             | 29 квітня 2010 | 9 травня 2013  | Квітень 2015   | 2.6.32      |
| 10.10     | Maverick Meerkat  | Вільнодумний сурикат  | 10 жовтня 2010 | 10 квітня 2012 | 10 квітня 2012 | 2.6.35      |
| 11.04     | Natty Narwhal     | Охайний нарвал        | 28 квітня 2011 | 28 жовтня 2012 | 28 жовтня 2012 | 2.6.38      |
| 11.10     | Oneiric Ocelot    | Мрійливий оцелот      | 13 жовтня 2011 | 9 травня 2013  | 9 травня 2013  | 3.0.0       |
| 12.04 LTS | Precise Pangolin  | Педантичний панголін  | 26 квітня 2012 | 26 квітня 2017 | 26 квітня 2017 | 3.2.0       |
| 12.10     | Quantal Quetzal   | Квантовий кетцаль     | 18 жовтня 2012 | 15 травня 2014 | 15 травня 2014 | 3.5.0       |
| 13.04     | Raring Ringtail   | Нетерплячий какоміцлі | 25 квітня 2013 | 27 січня 2014  | 27 січня 2014  | 3.8.0       |
| 13.10     | Saucy Salamander  | Зухвала саламандра    | 17 жовтня 2013 | 17 липня 2014  | 17 липня 2014  | 3.11.0      |
| 14.04 LTS | Trusty Tahr       | Надійний тар          | 17 квітня 2014 | Квітень 2019   | Квітень 2019   | 4.2         |
| 14.10     | Utopic Unicorn    | Утопічний єдиноріг    | 23 жовтня 2014 | 23 липня 2015  | 23 липня 2015  | 3.16.0      |
| 15.04     | Vivid Vervet      | Яскрава вервета       | 23 квітня 2015 | 4 лютого 2016  | 4 лютого 2016  | 3.19        |
| 15.10     | Wily Werewolf     | Хитрий вовкулака      | 22 жовтня 2015 | 28 липня 2016  | 28 липня 2016  | 4.2         |
| 16.04 LTS | Xenial Xerus      | Дружній ксерус        | 21 квітня 2016 | Квітень 2021   | Квітень 2021   | 4.4         |
| 16.10     | Yakkety Yak       | Балакучий як          | 20 жовтня 2016 | Липень 2017    | Липень 2017    | 4.8         |
| 17.04     | Zesty Zapus       | Пікантний запус       | 13 квітня 2017 | Січень 2018    | Січень 2018    | 4.10        |
| 17.10     | Artful Aardvark   | Спритний трубкозуб    | 19 жовтня 2017 | Липень 2018    | Липень 2018    | 4.13        |
| 18.04 LTS | Bionic Beaver     | Біонічний бобер       | 26 квітня 2018 | Квітень 2023   | Квітень 2023   | 4.15        |
| 18.10     | Cosmic Cuttlefish | Космічна каракатиця   | 18 жовтня 2018 | Липень 2019    | Липень 2019    | 4.18        |
| 19.04     | Disco Dingo       | Диско динго           | 18 квітня 2019 | Січень 2020    | Січень 2020    | 5.0         |
| 19.10     | Eoan Ermine       | Світанковий горностай | 17 жовтня 2019 | Липень 2020    | Липень 2020    | 5.3         |
| 20.04 LTS | Focal Fossa       | Центральна фоса       | 23 квітня 2020 | Квітень 2025   | Квітень 2025   | 5.4         |
| 20.10     | Groovy Gorilla    | Захоплива горила      | 22 жовтня 2020 | липень 2021    | липень 2021    | 5.8         |
| 21.04     | Hirsute Hippo     | Кудлатий гіпопотам    | 22 квітня 2021 | Січень 2022    | Січень 2022    | 5.11        |
| 21.10     | Impish Indri      | Пустотливий індрі     | 14 жовтня 2021 | Липень 2022    | Липень 2022    | 5.13        |
| 22.04 LTS | Jammy Jellyfish   | Джемова медуза        | 21 квітня 2022 | 21 квітня 2027 | 21 квітня 2027 | 5.15        |
| 22.10     | Kinetic Kudu      | Кінетичний Куду       | 20 жовтня 2022 | Липень 2023    | Липень 2023    | TBA         |

### Ubuntu 4.10 (Warty Warthog)

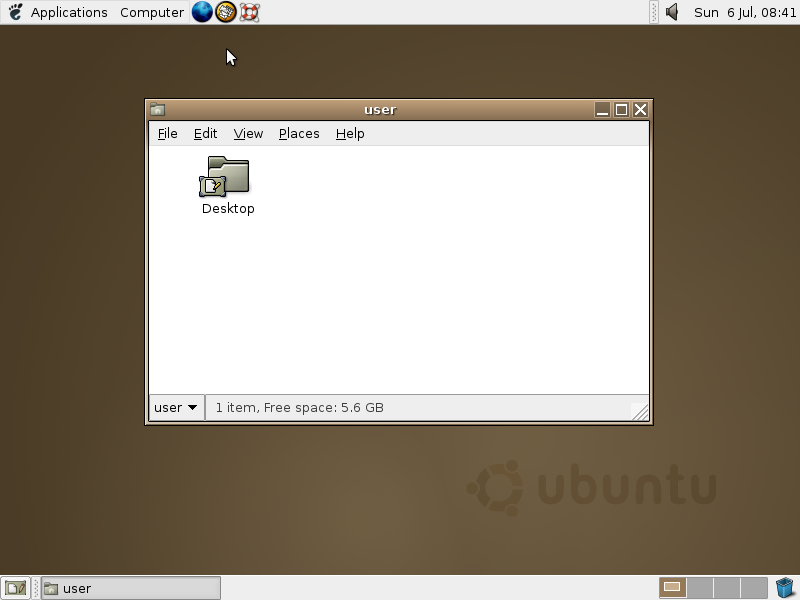
Ubuntu 4.10 (Warty Warthog)

Ubuntu 4.10 (Warty Warthog) вийшов 20 жовтня 2004 року, і був першим випуском Ubuntu Linux компанії Canonical Ltd., що базувався на Debian GNU/Linux. Вже тоді було прийнято рішення випускати нову версію що шість місяців, і оновлення безпеки протягом дев'яти місяців. Випуск оновлень для Ubuntu 4.10 завершився 30 квітня 2006. Ubuntu 4.10 також був першим випуском, який можна було безкоштовно замовити на компакт диску через сервіс ShipIt.
Ubuntu 4.10 використовував ядро Linux версії 2.6.8 та XFree86 4.3.
До десктопної версії увійшли Gaim 1.0, GIMP 2.0, GNOME 2.8, Mozilla Firefox 0.9 та OpenOffice.org 1.1. Серверний варіант містив таке програмне забезпечення, як MySQL 4.0, PHP 4.3 та Python 2.3.

### Ubuntu 5.04 (Hoary Hedgehog)

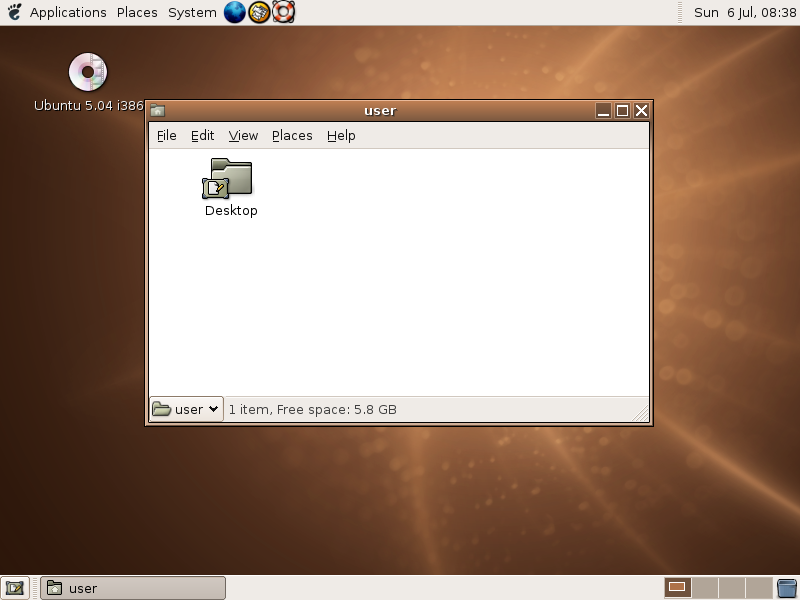
Ubuntu 5.04 (Hoary Hedgehog)

Ubuntu 5.04 (Hoary Hedgehog) вийшов 8 квітня 2005 року, і був другим випуском Ubuntu Linux. Оновлення безпеки для нього перестали випускати 31 жовтня 2006 року. Ubuntu 5.04 включав багато вдосконалень, серед яких керівник оновлень, upgrade notifier, readahead, grepmap, а також підтримку suspend, hibernate і standby, динамічне обчислення частоти роботи процесора, ubuntu hardware database і автентифікацію APT.
До Desktop версії поміж іншого програмного забезпечення увійшли Gaim 1.1, GIMP 2.2, GNOME 2.10, Mozilla Firefox 1.0 та OpenOffice.org 1.1. Серверна версія містить у собі MySQL 4.0, PHP 4.3 та Python 2.4. Ubuntu 5.04 використовував ядро Linux версії 2.6.10 та X.Org 6.8.

### Ubuntu 5.10 (Breezy Badger)

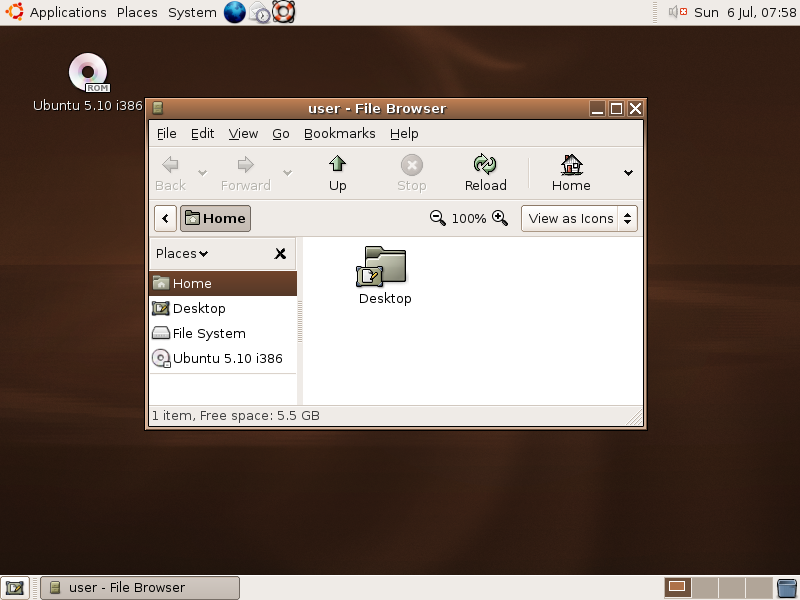
Ubuntu 5.10 (Breezy Badger)

Ubuntu 5.10 (Breezy Badger) вийшов 13 жовтня 2005 року, був третім випуском Ubuntu Linux. Випуск оновлень для Ubuntu 5.10 завершився 13 квітня 2007. До Ubuntu 5.10 увійшло чимало новинок, наприклад, графічний завантажувач (Usplash), утиліта для встановлення і вилучення програмного забезпечення, редактор меню (alacarte), засоби для легкої зміни мови інтерфейсу, підтримка управління логічними томами, повна підтримка принтерів компанії Hewlett-Packard, OEM встановлення, інтегрований Launchpad для надсилання повідомлень про помилки і нові розробки програмного забезпечення.
Ubuntu 5.04 використовував ядро Linux версії 2.6.12 та X.Org 6.8.
До Desktop версії поміж іншого програмного забезпечення увійшли Gaim 1.5, GIMP 2.2, GNOME 2.12, Mozilla Firefox 1.0 та OpenOffice.org 1.9 (вета версія 2.0). Серверна версія містила у собі MySQL 4.1, PHP 5.0 та Python 2.4.

### Ubuntu 6.06 (Dapper Drake)

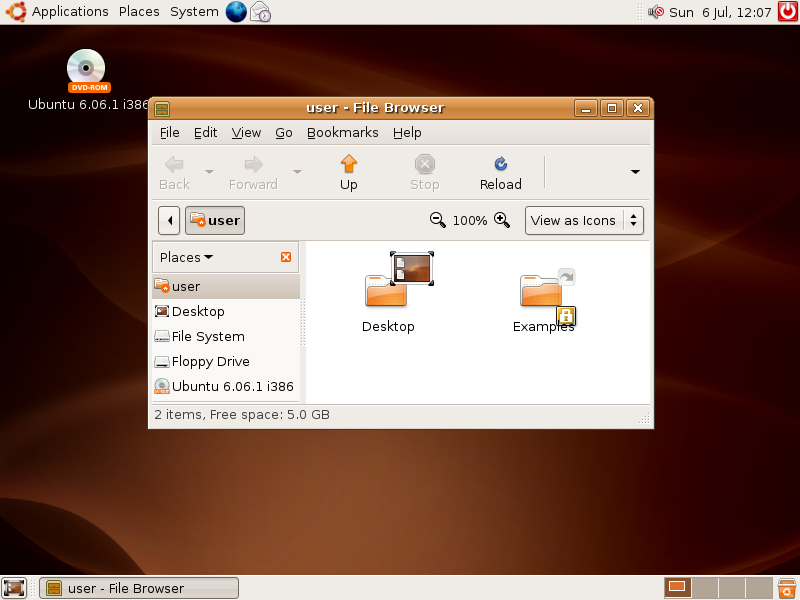
Ubuntu 6.06 (Dapper Drake)

Ubuntu 6.06 (Dapper Drake) вийшов 1 червня 2006 року, був четвертим випуском Ubuntu Linux, і першим випуском, поміченим, як LTS (Long Time Support). Підтримка Ubuntu 6.06 завершилася у червні 2009 року, для Desktop версії, і у червні 2011 року для редакції Server. Ubuntu 6.06 містила у собі чимало новинок, наприклад, LiveCD та інсталяційний компакт-диски об'єднали в один, графічний інсталятор на LiveCD (Ubiquity), Usplash під час процесу вимкнення системи, network manager для легкого налаштування мережі, стиль оформлення Humanlooks, а також графічний встановлювач deb пакунків GDebi. В Ubuntu 6.06 також була вперше представлена можливість встановлення на змінні USB пристрої.
До Desktop версії поміж іншого програмного забезпечення увійшли Gaim 1.5, GIMP 2.2, GNOME 2.14, Mozilla Firefox 1.5 та OpenOffice.org 2.0. Серверна версія містила у собі MySQL 5.0, PHP 5.1 та Python 2.4. Ubuntu 6.06 використовував ядро Linux версії 2.6.15 та X.Org 7.0.

### Ubuntu 6.10 (Edgy Eft)

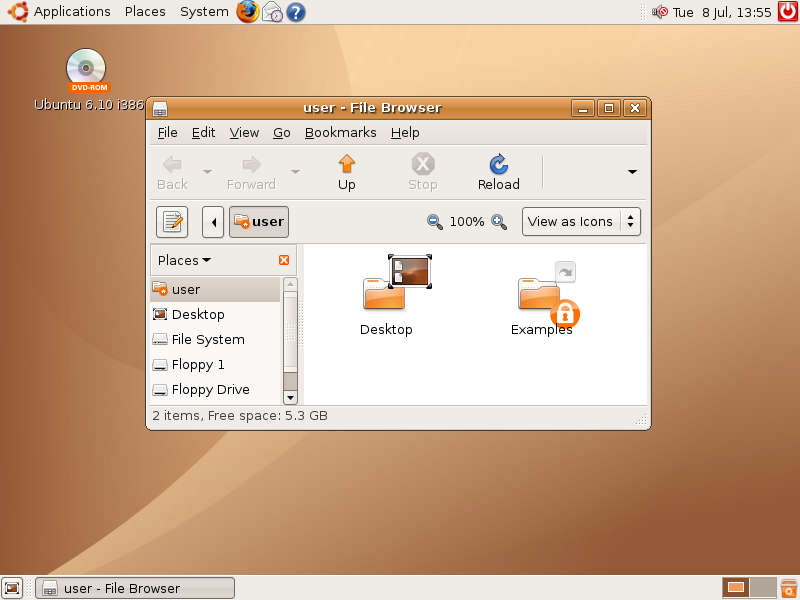
Ubuntu 6.10 (Edgy Eft)

Ubuntu 6.10 (Edgy Eft) вийшов 26 жовтня 2006 року, був п'ятим випуском Ubuntu Linux. Підтримка оновлень для Ubuntu 6.10 завершилась 25 квітня 2008. До Ubuntu 6.10 додали цілу низку нових можливостей, серед яких, оновлена тема оформлення Human, демон Upstart init, автоматичне створення рапортів при краху системи (Apport), застосунок для створення нотаток Tomboy, а також керівник світлинами F-spot. EasyUbuntu, стороння програма розроблена для того, щоб зробити Ubuntu простішою і зручнішою у використанні, також була додана до складу Ubuntu 6.10 як мета-пакунок.
До Desktop версії поміж іншого програмного забезпечення увійшли Gaim 2.0, GIMP 2.2, GNOME 2.16, Mozilla Firefox 2.0 та OpenOffice.org 2.0. Серверна версія містила у собі MySQL 5.0, PHP 5.1 та Python 2.4. Ubuntu 6.10 використовував ядро Linux версії 2.6.17 та X.Org 7.1.

### Ubuntu 7.04 (Feisty Fawn)

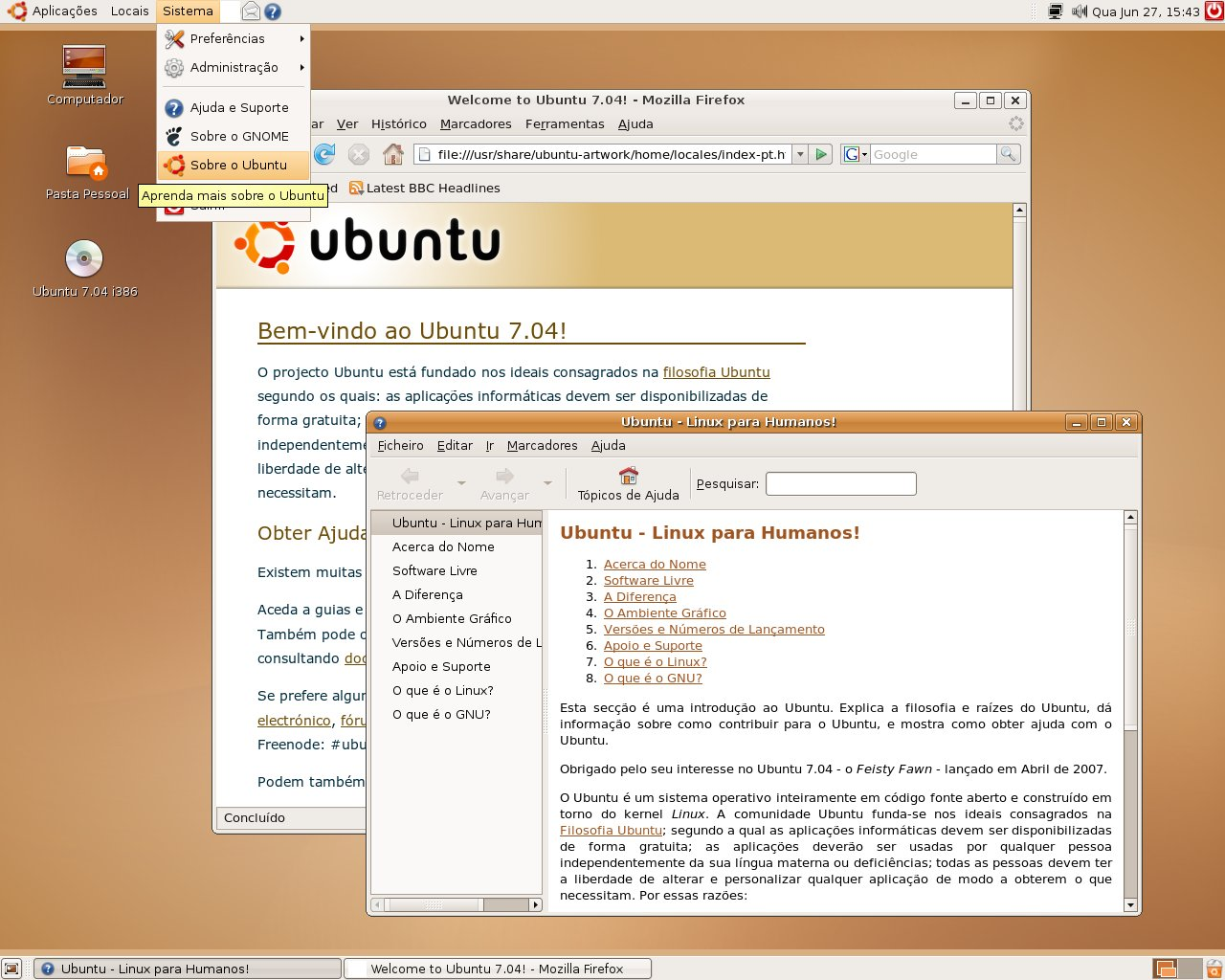
Ubuntu 7.04 (Feisty Fawn)

Ubuntu 7.04 (Feisty Fawn) вийшов 19 квітня 2007 року, був шостим випуском Ubuntu Linux. Підтримка Ubuntu 7.04 завершилась у жовтні 2008. Ubuntu 7.04 містив ряд новинок, серед яких встановлювач для Microsoft Windows Wubi, підтримка віртуальної машини на основі ядра лінукс, автоматичне встановлення аудіо та відео кодеків при необхідності, Compiz, підтримку зашифрованих мереж Wi-Fi, аналізатор використання вільного простору на твердих дисках (Baobab), GNOME Control Center, а також підтримку Zeroconf для багатьох пристроїв. Ubuntu 7.04 перестала підтримуватись для архітектури PowerPC.
До Desktop версії поміж іншого програмного забезпечення увійшли Pidgin 2.0, GIMP 2.2, GNOME 2.18, Mozilla Firefox 2.0 та OpenOffice.org 2.2. Серверна версія містила у собі MySQL 5.0, PHP 5.2 та Python 2.5. Ubuntu 7.04 використовував ядро Linux версії 2.6.20 та X.Org 7.2.

### Ubuntu 7.10 (Gutsy Gibbon)

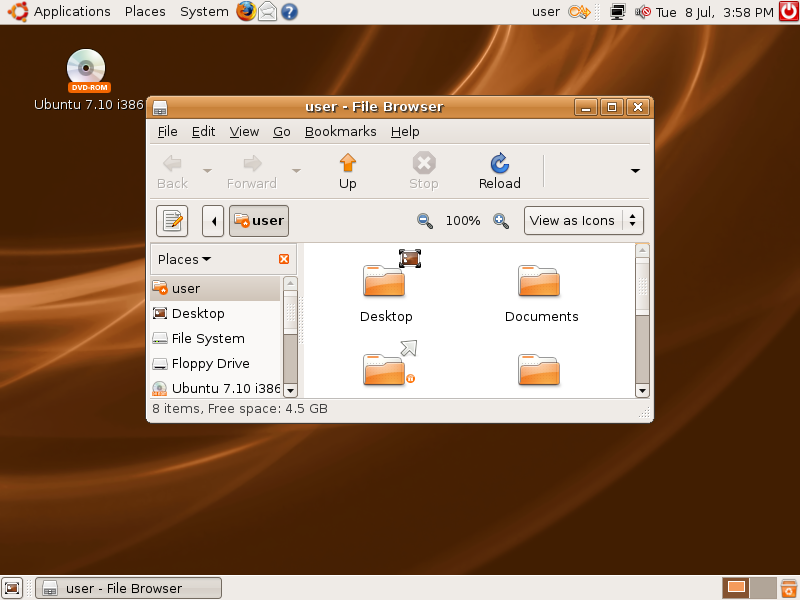
Ubuntu 7.10 (Gutsy Gibbon)

Ubuntu 7.10 (Gutsy Gibbon) вийшов 18 жовтня 2007 року , був сьомим випуском Ubuntu Linux. Підтримка оновлень для Ubuntu 7.10 завершилася у квітні 2009 року. Ubuntu 7.10 включала чимало нових можливостей, серед яких каркас безпеки AppArmor, швидкий пошук, керівник додатками для Mozilla Firefox (Ubufox), графічна утиліта для налаштування X.org, повна підтримка (читання/запис) файлової системи NTFS за допомогою драйверу NTFS-3G та чимало іншого. Compiz Fusion був увімкненим за замовчуванням.
До Desktop версії поміж іншого програмного забезпечення увійшли Pidgin 2.2, GIMP 2.4, GNOME 2.20, Mozilla Firefox 2.0 та OpenOffice.org 2.3. Серверна версія містила у собі MySQL 5.0, PHP 5.2 та Python 2.5. Ubuntu 7.04 використовував ядро Linux версії 2.6.22 та X.Org 7.2.

### Ubuntu 8.04 (Hardy Heron)

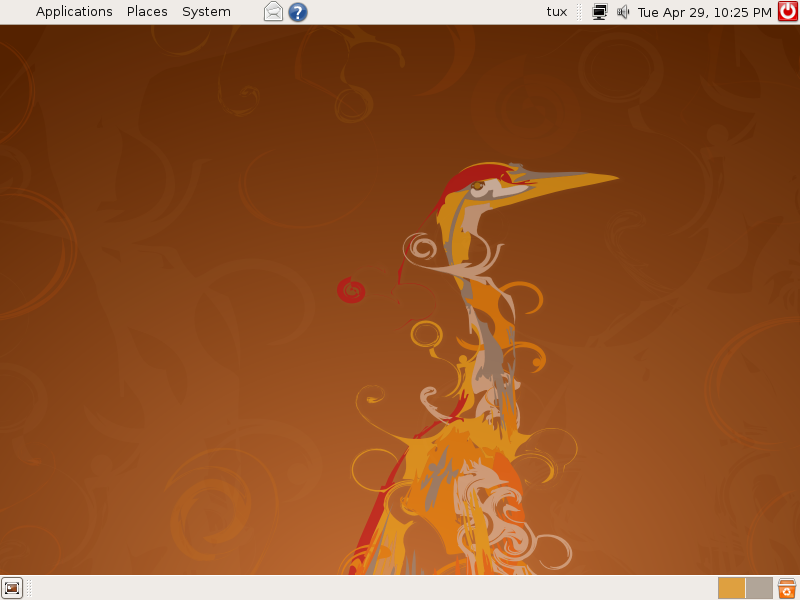
Ubuntu 8.04 (Hardy Heron)

Ubuntu 8.04 (Hardy Heron) вийшов 24 квітня 2008 року, був восьмим випуском Ubuntu Linux. Це другий Long Term Support (LTS) випуск. Підтримка оновлень для Desktop варіанту системи завершиться у квітні 2011 року, а для Server—у квітні 2013 року. Ubuntu 8.04 містила низку новинок, серед яких утиліта для пошуку Tracker, програма для запису CD та DVD дисків Brasero, BitTorrent клієнт Transmission, VNC клієнт Vinagre, програвання системних звуків через PulseAudio, чимало вдосконалень для Compiz. Ubuntu 8.04 був першим випуском, що містив встановлювач Wubi на LiveCD, котрий дозволяє встановити Ubuntu, як один файл на твердому диску в системі Microsoft Windows, не перерозбиваючи при цьому сам твердий диск.
До Desktop версії поміж іншого програмного забезпечення увійшли Pidgin 2.4, GIMP 2.4, GNOME 2.22, Mozilla Firefox 3.0 beta 5 (пізніше було оновлено до 3.0) та OpenOffice.org 2.4. Серверна версія містила у собі MySQL 5.0, PHP 5.2 та Python 2.5. Ubuntu 8.04 використовує ядро Linux версії 2.6.24 та X.Org 7.3.

### Ubuntu 8.10 (Intrepid Ibex)

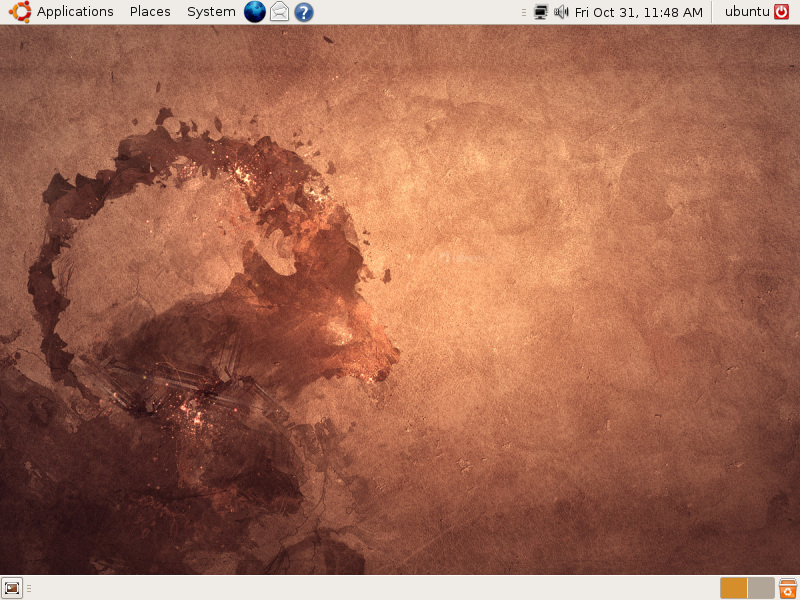
Ubuntu 8.10 (Intrepid Ibex)

Ubuntu 8.10 (Intrepid Ibex) вийшов 30 жовтня 2008 року. Одним з нововведень є покращена підтримка бездротових мереж стандарту 3G, яка зможе ще легше розпізнавати такі мережі і підключатися до них.
Іншою зміною стала нова функція гостьового користувача, що дозволить на якийсь час позичити свій комп'ютер іншому користувачеві для отримання пошти або виконання інших завдань, не перериваючи роботу власних програм або змін в налаштуваннях.
З'явилася можливість установки Ubuntu на переносний USB-диск, який можна буде узяти з собою в поїздку або використовувати на різних комп'ютерах. Користувач зможе зберігати файли даних на той самий USB диск, куди встановлена операційна система.
В дистрибутив включені нові пакунки GNOME 2.24; X.Org 7.4; ядро Linux 2.6.27; NetworkManager 0.7; Samba 3.2; PAM authentication framework; Sun Java OpenJDK 1.6, Apache Tomcat 6, ClamAV, SpamAssassin.
У серверній версії Ubuntu Linux додана функція Virtual Machine Builder, що дозволяє швидко створювати віртуальні машини прямо з командного рядка; покращена підтримка RAID-масивів для твердих дисків SATA, а крім того, додана можливість серверного шифрування тек і директорій. Оновлено Apache Tomcat до версії 6.0, Sun JVM змінено на OpenJDK.

### Ubuntu 9.04 (Jaunty Jackalope)

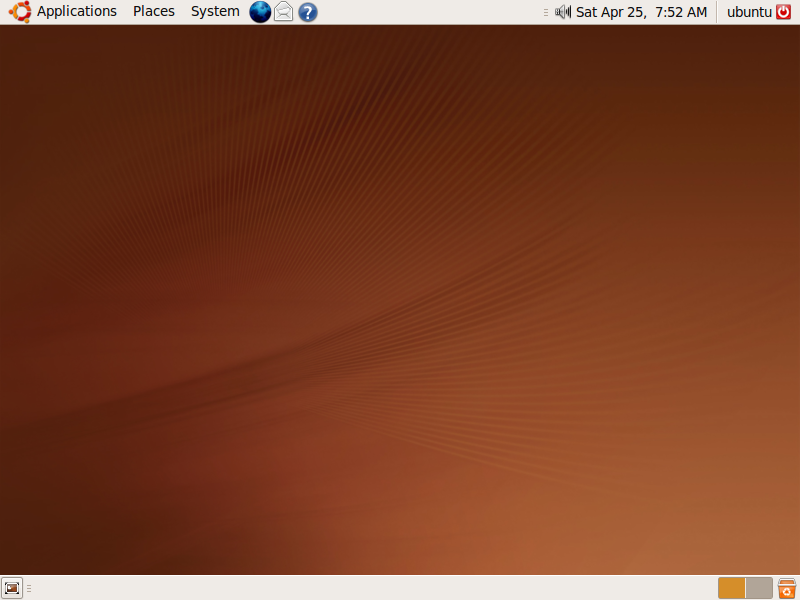
Ubuntu 9.04 (Jaunty Jackalope)

Ubuntu 9.04 (Jaunty Jackalope) вийшов 23 квітня 2009 року. Є десятим випуском системи Ubuntu Linux. Буде підтримуватись до жовтня 2010 року.
Нова версія скоріше вантажиться і інтегрує вебслужби і застосунки зі стільницею (крок в бік хмарних обчислень). Це перше з ядер Убунту, чия розробка переведена на систему контролю версій Bazaar.
Ubuntu 9.04 використовує ядро Linux 2.6.28. Файлова система за умовчанням ext3, з опціональною підтримкою ext4 при встановленні. Оновлені версії GNOME 2.26, X.org 1.6, з'явилася нова система оповіщень. Випуск включає інструмент випалювання Brasero, кращу підтримку кількох моніторів з новою конфігураційною панеллю, кращу інтеграція PulseAudio тощо.

### Ubuntu 9.10 (Karmic Koala)

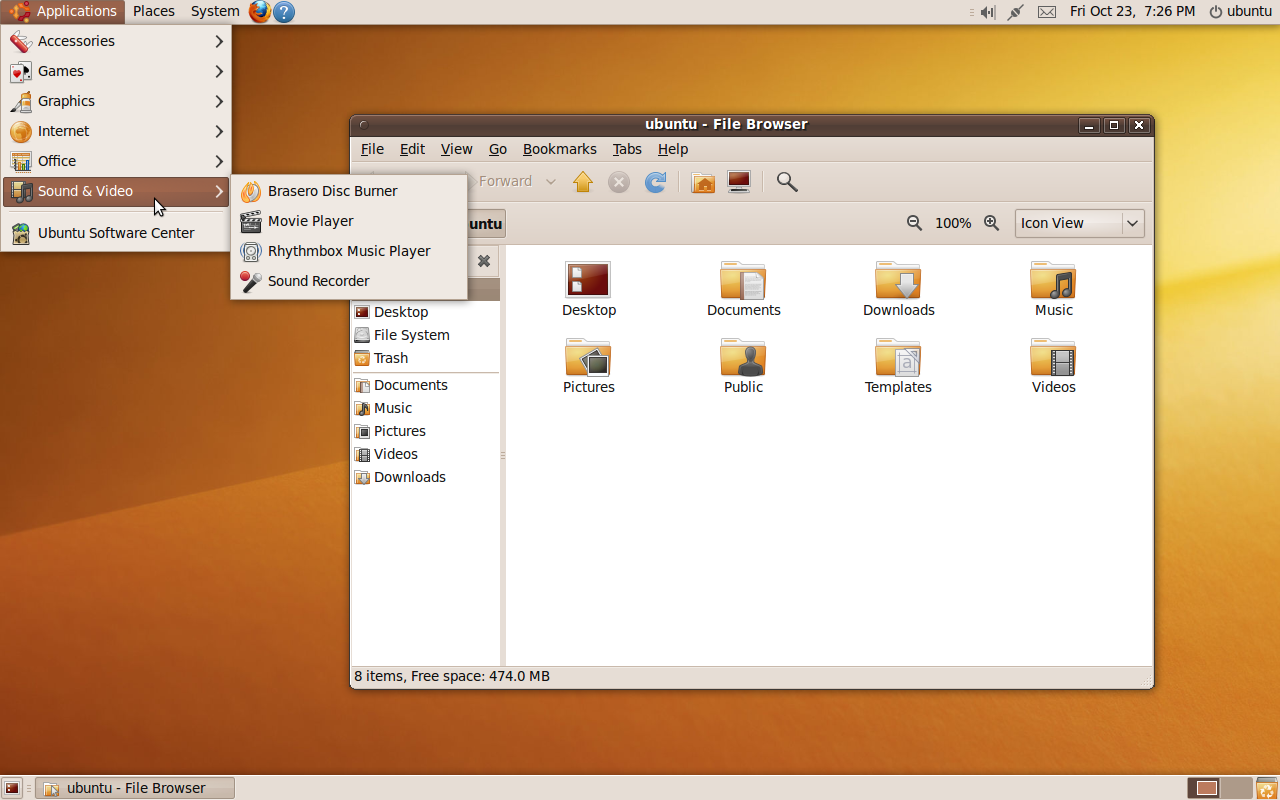
Ubuntu 9.10 (Karmic Koala)

14 травня 2009 випущена Alpha 1 версія, 1 жовтня 2009 випущена бета-версія. Офіційна версія вийшла 29 жовтня 2009.
Ubuntu 9.10 — продукт ініціативи «100 Paper Cuts», в ході якої користувачів попросили назвати 100 найдратівливіших недоліків системи. До моменту випуску розробники виправили понад 50 з них.
Ubuntu 9.10 відрізняється новим графічним інтерфейсом управління завантаженням і входом в систему, а також покращеими можливостями використання 3G-зв'яку. Розробники виділяють пришвидшення завантаження. Фінальна версія Ubuntu 9.10 заснована на ядрі Linux 2.6.31 і стільниці GNOME 2.28 з включеною службою миттєвитх повідомлень Empathy. Програмна платформа отримає покращену підтримку вебкамер, засобів бездротового зв'язку і новий центр управління застосунками. Серед застосунків, що входять до складу Ubuntu 9.10, можна згадати набір OpenOffice.org 3.1.1, браузер Mozilla Firefox 3.5, поштовий клієнт Mozilla Thunderbird 2 і інтернет-пейджер Pidgin 2.6.
До складу Ubuntu 9.10 включені засоби доступу до набору онлайнових сервісів Ubuntu One, що спрощують резервування даних, обмін файлами з іншими користувачами Ubuntu, синхронізацію списку контактів з різних моделей мобільних телефонів тощо.
Користувачам, що бажають створювати застосунки для Ubuntu, призначений набір доповнень Quickly, який автоматизує багато рутинних завдань програмування. Комплект також дозволяє «упаковувати» код в пакунки і поширювати його через бази даних Ubuntu.
Крім редакції Ubuntu 9.10 Desktop Edition для персональних комп'ютерів випущена версія Ubuntu 9.10 Netbook Remix, призначену для установки на нетбуки і смартбуки.
Ubuntu 9.10 Server edition включає хмарні обчислення Ubuntu Enterprise Cloud і забезпечує кращу безпеку з AppArmor. Функціонал Ubuntu Enterprise Cloud (UEC) в Server Edition базується на тому ж API, що і публічна «хмарна» служба Amazon EC2 (Elastic Compute Cloud). UEC — це декілька технологій, включаючи проект Eucalyptus, що реалізовує відкриту систему для впровадження «хмар» за запитом і гібридних «хмар» на базі наявного локального устаткування і ПЗ. Саме Eucalyptus — найцікавіша новинка дистрибутиву, тому що дозволяє створювати приватні «хмари», сумісні з Amazon EC2 і VMware vCloud.
Так, завдяки підтримці віртуальних машин формату Amazon Machine Image компанії зможуть, сформувавши «хмарне середовище» з 10-15 серверів, перенести застосунки з публічної «хмари» Amazon у власну закриту ІТ-інфраструктуру. Або ж, навпаки, спочатку можна перевірити роботу застосунків в локальній «хмарі», а потім мігрувати на загальнодоступний сервіс Amazon EC2.
В Ubuntu 9.10 додана MySQL 5.1, на рівні ядра вдосконалені кешування і підтримка гіпервізорів Xen і Kernel Virtual Machine, упроваджений протокол USB 3.0, реалізована інтеграція з серверами OpenLDAP, системне управління розширене протоколами WBEM.

### Ubuntu 10.04 LTS (Lucid Lynx)

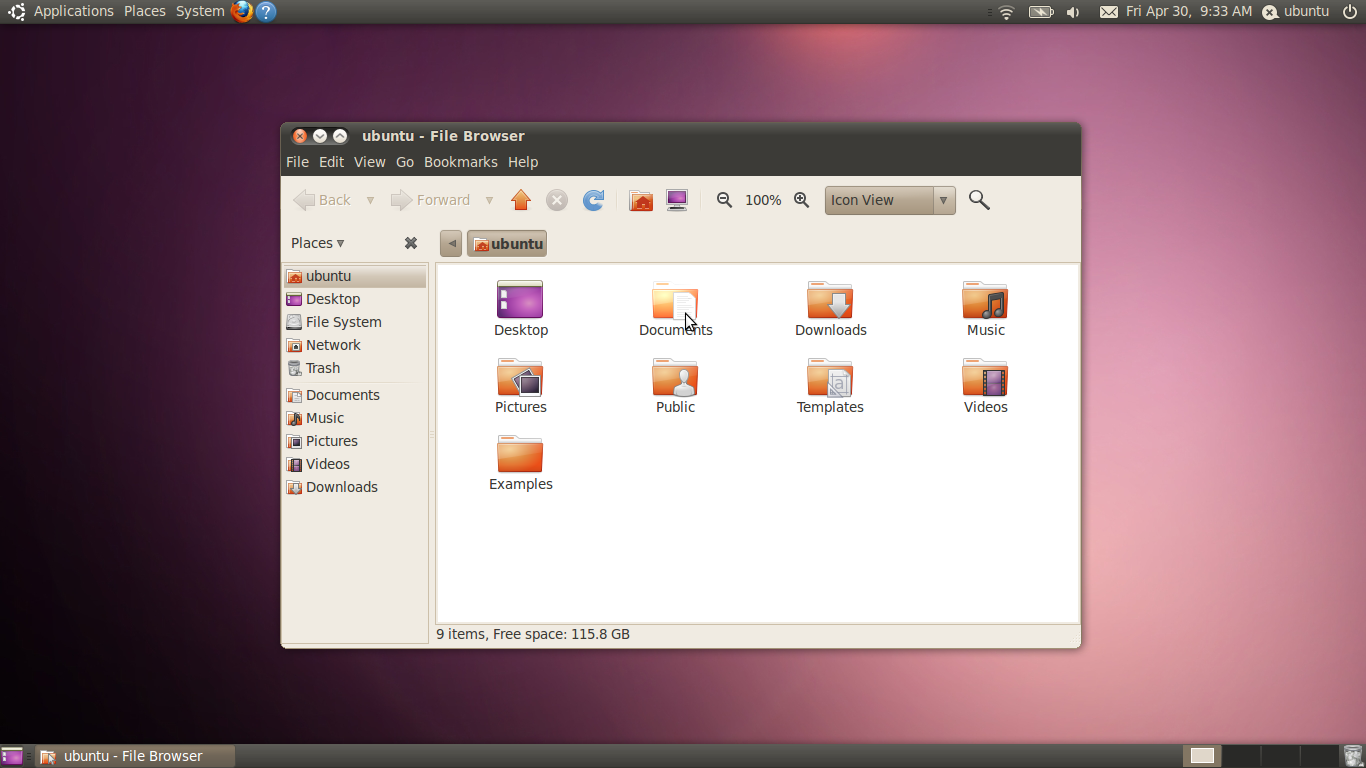
Ubuntu 10.04 LTS (Lucid Lynx)

Ubuntu 10.04 (Lucid Lynx) була анонсована Марком Шаттлвортом 19 вересня 2009 на Atlanta Linux Fest, і вийшла як і планувалося, 29 квітня 2010 в таких редакціях: Desktop edition (для настільних комп'ютерів), Server edition (серверний варіант; може бути використаний для фізичних серверів, або для хмарних обчислень Ubuntu Enterprise Cloud (UEC) або загальнодоступній хмарі Amazon EC2) та Netbook edition (для нетбуків, без довготривалої підтримки).
Серед помітних змін релізу розробники називають змінений і розширений дизайн; подальше зменшення часу завантаження ОС, що особливо помітно на комп'ютерах з твердотільними накопичувачами. В Ubuntu 10.04 з'явився розділ Me Menu, через який користувачі зможуть взаємодіяти з різними соціальними ресурсами, оновлювати інформацію на сайтах на кшталт Facebook, Twitter тощо.
Операційна система інтегрована з онлайновим сервісом Ubuntu One, який надає 2 Гб безплатного дискового вебпростору. За 10 доларів на місяць ємність сховища можна збільшити до 50 Гб. В Ubuntu 10.04 передбачені засоби доступу до музичного магазину Ubuntu One Music Store, який на момент запуску налічує мільйони треків.
В цій версії замінена утиліта для роботи з пакунками Synaptic на Ubuntu Software Center 2.0, котра допоможе в пошуку застосунків і корисних утиліт.
Довгострокова підтримка (LTS) означає певну консервативність версії ОС, суттєві нововведення частіше з'являються і адаптуються на проміжних версіях. Одна з суттєвих змін 10.04 в системній частині — повне вилучення HAL з процесу завантаження.

### Ubuntu 10.10 (Maverick Meerkat)

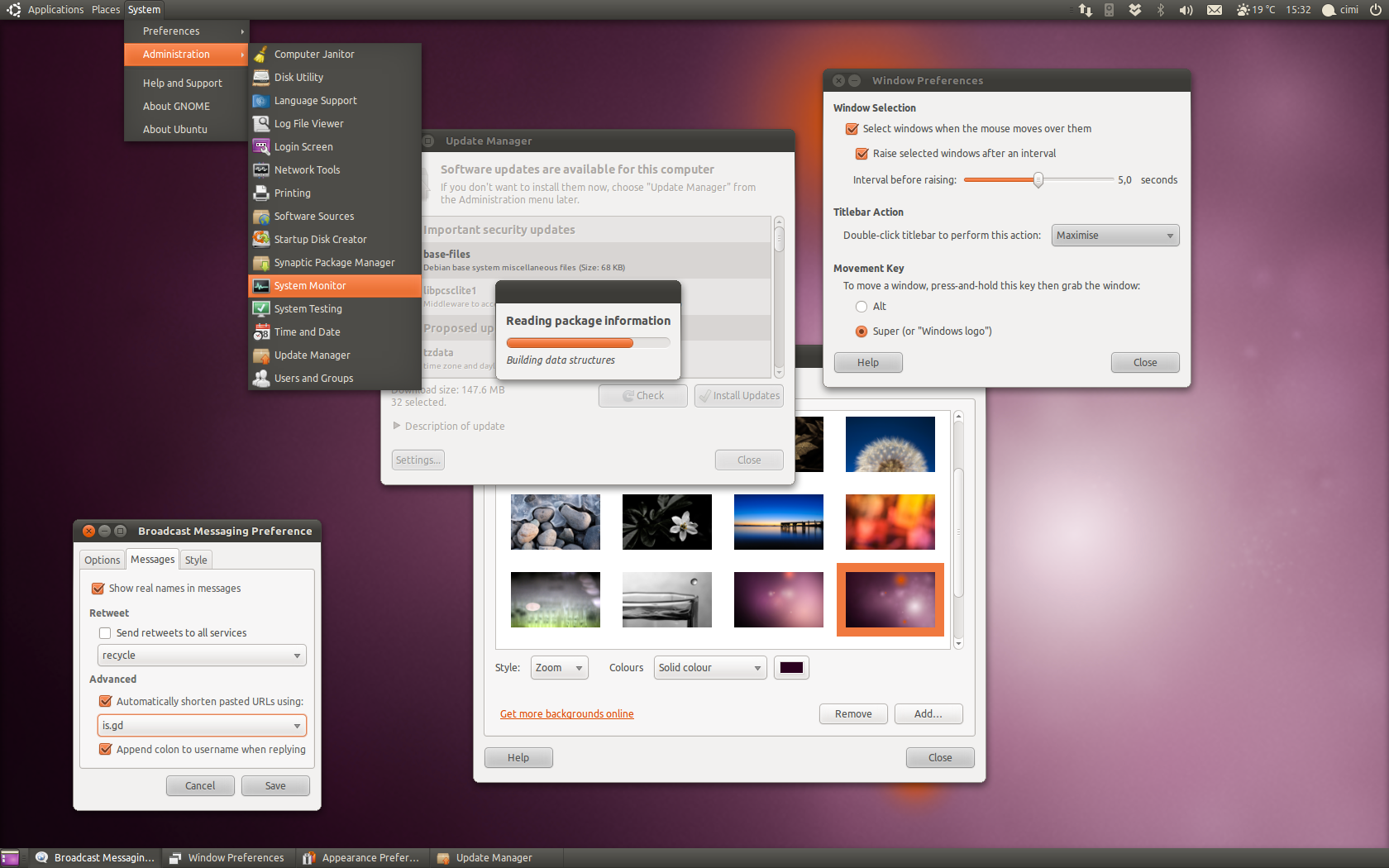
Ubuntu 10.10 Maverick Meerkat

Ім'я Ubuntu 10.10 Марк Шаттлворт оголосив 2 квітня 2010, і одночасно позначив новими цілями покращення роботи з нетбуками і фокусування сервера на гібридних хмарних обчисленнях.
Дистрибутив Ubuntu 10.10 «Maverick Meerkat» вийшов 10 жовтня 2010 (10-10-10), доступний в редакціях для десктопів, серверів, хмарних обчислень (Server for UEC and EC2) і нетбуків (Netbook Edition).
Одним з найпомітніших нововведень стала підтримка технології multitouch на основі uTouch Framework.
У комплект включений новий вільний набір шрифтів Ubuntu, спеціально розроблений дизайнерською фірмою Dalton Maag на замовлення
компанії Canonical. GNOME оновлено до релізу 2.32.0. Базовий менеджер фотографій F-Spot замінено на Shotwell.
У сервер інтегрований cloud-init, який дозволяє уніфікувати процес завдання конфігурації під час завантаження, таких як локаль, ім'я хоста, SSH-ключі і точки монтування. Хмарні образи (AMI — Amazon Machine Image) тепер можуть виконуватися поза оточеннями UEC або Amazon EC2, що дозволяє тестувати їх без реєстрації окремого оточення, запускаючи з-під управління стандартної системи віртуалізації KVM. У Ubuntu Enterprise Cloud додана підтримка virtio, нового керуючого інтерфейсу для уніфікації процесу адміністрування різних систем віртуалізації і дозволяє запускати Ubuntu Enterprise Cloud c USB Flash. До складу включена нова версія відкритої платформи для організації хмарних обчислень — Eucalyptus 2.0. Інтегрована підтримка файлових систем GlusterFS і Ceph.
У Ubuntu Netbook Edition за замовчуванням задіяний легковагий інтерфейс Unity, оптимізований на максимальне збільшення доступного вертикального простору на робочому столі і який реалізує технологію глобального меню. Як базовий музичний програвач задіяний Banshee, програми для читання пошти — Evolution Express. План з використання Chromium як браузера за замовчуванням відмінено, як і раніше в постачання входить Firefox.
Здійснено перехід на Linux-ядро 2.6.35. Оновлені версії програм: Apache 2.2.16, PostgreSQL 8.4.4, PHP 5.3.3, LTSP 5.2.4, GCC 4.4.4 (за умовчанням) / 4.5.1 (додатково), Python 2.6.6 (за умовчанням) / 3.1.2 (додатково).
Maverick Meerkat став останнім випуском Ubuntu з підтримкою архітектур SPARC та Intel IA64

### Ubuntu 11.04 (Natty Narwhal)
Natty Narwhal (укр. Чепурний Нарвал) вийшов 28 квітня 2011 року в настільній, серверній і хмарній (Server for UEC and EC2) редакціях. У цій версії були об'єднані редакції Desktop Edition та Netbook Edition в єдину редакцію Ubuntu. За результатми вивчення попиту, це має спростити сприйняття, наприклад раніше дехто шукав неіснуючу версію Notebook Edition.
Реліз став першою версією Ubuntu, котра використовує стільницю Unity за замовчуванням. Також у дистрибутив включені ядро Linux версії 2.6.38, GNOME 2.32, KDE 4.6.2, Compiz 0.9.4, X-Server 1.10, Firefox 4, Banshee 2.0 і LibreOffice 3.3.2 (замість OpenOffice.org), пропрієтарні відео-драйвери від nVidia і ATI.
У центрі для управління установкою застосунків Software Center додана функція «Ratings and Reviews», що дозволяє користувачам визначати і переглядати рейтинг застосунків, а також залишати свої коментарі.

### Ubuntu 11.10 (Oneiric Ocelot)

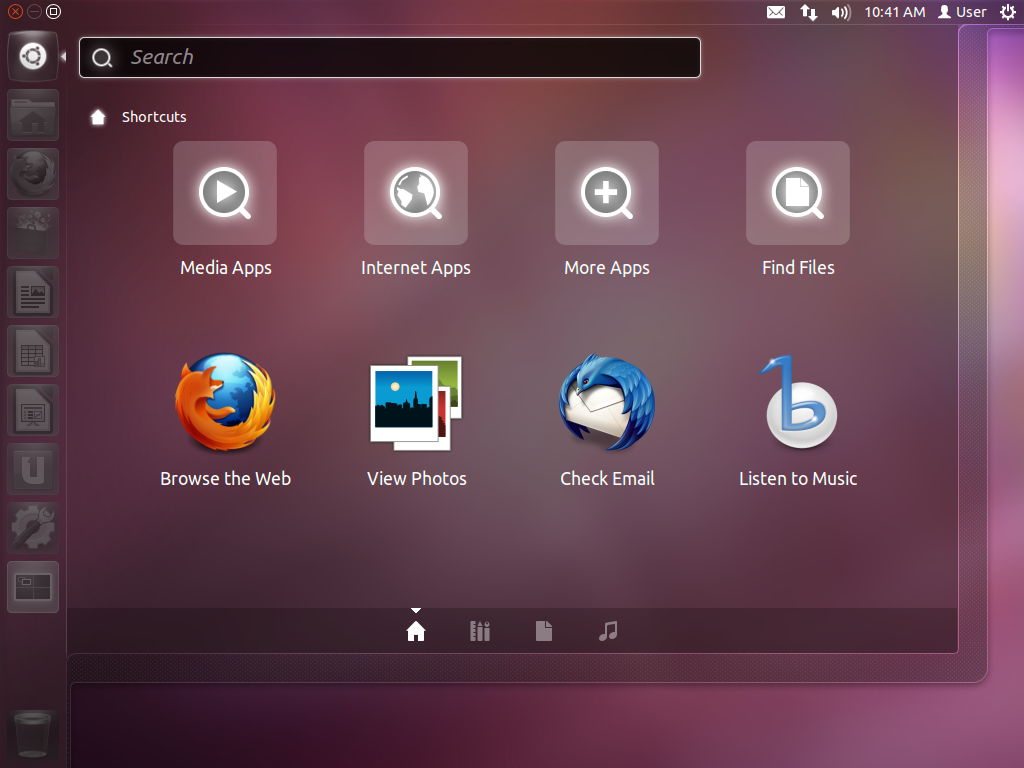
Ubuntu 11.10 Oneiric Ocelot

Ubuntu 11.10 вийшов 13 жовтня 2011 в редакціях для десктопів, серверів і хмарних оточень. З помітних поліпшень можна відзначити: доопрацювання користувацької оболонки Unity, створення серверної збірки для архітектури ARM, підготовку офіційного інсталяційного DVD з поліпшеною локалізацією, інтеграцію в базову систему Unity 2D, Qt, LightDM, Thunderbird, Deja Dup і переписаного клієнта мікроблогінгу Gwibber, підтримку синхронізації встановлених програм в Software Center через сервіс Ubuntu One, забезпечення роботи багатоархітектурних установок (Multiarch) для архітектури amd64, включення в серверну версію сервісів Orchestra і Juju (Ensemble), перехід збірки Ubuntu Cloud на OpenStack, використання ядра Linux 3.0 і компонентів GNOME 3.2.

### Ubuntu 12.04 LTS (Precise Pangolin)

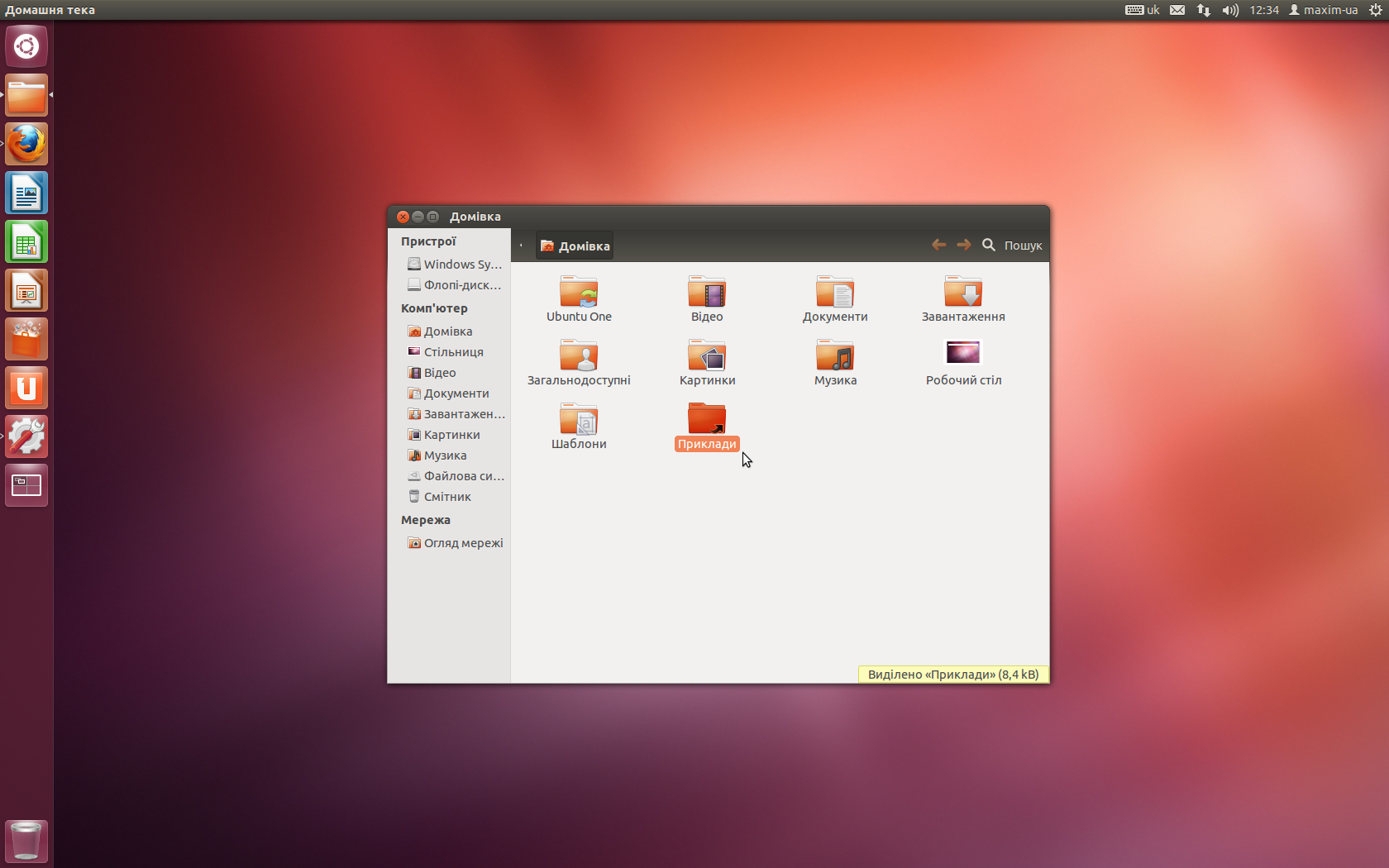
Ubuntu 12.04 LTS. Домівка.

Реліз Ubuntu 12.04 «Precise Pangolin» відбувся 26 квітня 2012. Дистрибутив доступний в редакціях для десктопів, серверів і хмарних оточень. Завантажувальні iso-образи CD (696 Мб) і DVD (1.6 Гб) підготовлені для архітектур amd64 і i386, а також CD-збірки для ARM-систем Toshiba AC100/Dynabook AZ, Freescale i.MX5x, Texas Instruments OMAP3 і OMAP4. Ця версія має статус LTS-релізу з тривалим терміном підтримки. Час випуску оновлень як для десктоп-редакції, так і для серверного варіанту, складе п'ять років (в минулих LTS-випусках десктоп-редакція підтримувалася три роки). З п'яти років перші два роки додатково будуть випускатися оновлення з реалізацією підтримки нового обладнання, після чого залишилися три роки будуть виходити тільки оновлення з виправленням критичних помилок і проблем безпеки. Оскільки версія відноситься до релізів з тривалим терміном підтримки, основна увага була приділена забезпеченню стабільності та розвитку засобів для спрощення використання дистрибутиву в корпоративному середовищі. Значні зусилля були направлені на доопрацювання і стабілізацію поточних досягнень і можливостей. Тим не менш, незважаючи на загальний консерватизм випуску та відсутність проривних нововведень, у новій версії не обійшлося і без значних поліпшень, особливо помітних у сфері підвищення зручності роботи в користувацькій оболонці Unity, а також розвитку засобів забезпечення підвищеної надійності (mission-critical) і розгортання/підтримки великих парків реальних і віртуальних систем в серверній версії. Багато зусиль було витрачено на перетворення Ubuntu 12.04 в зрілу платформу для розгортання хмарних систем на базі Openstack.
Оновлені версії програмного забезпечення ядро Лінукс 3.2.14, компоненти GNOME 3.4.1; у постачання включені LibreOffice 3.5.2, Firefox і Thunderbird 11. У Software Center доступна програма повідомлень Unity Mail, інтегрована з оболонкою Unity. Замість Banshee у ролі музичного плеєра за умовчанням задіяний Rhythmbox, в який додана підтримка сервісу UbuntuOne Music Store.
У десктоп інтегрована підтримка нової системи Head-Up Display (HUD), яка дозволяє при натисненні клавіші Alt і подальшому початку набору на клавіатурі перейти в режим швидкого введення команд, в якому користувачеві виводиться пошуковий рядок, початок набору назви бажаних дії в якій приводить до автоматичного підбору і виведення найімовірної назви програм зі списку встановлених застосунків, а також елементів меню, представлених в штатному меню поточної активної програми або аплета. Система враховує раніше успішно вибрані команди і пропонує їх в першу чергу.

### Ubuntu 12.10 (Quantal Quetzal)

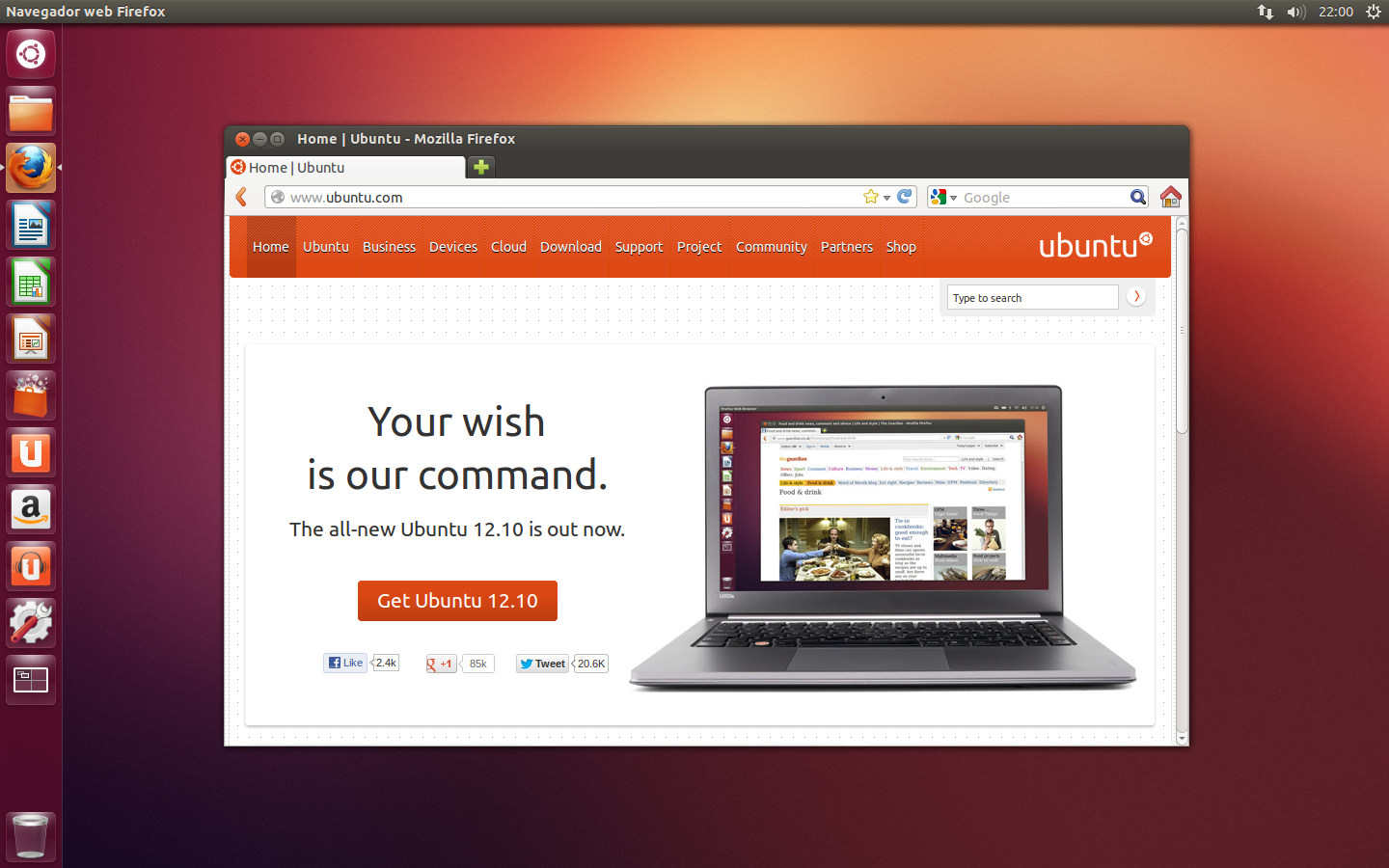
Ubuntu 12.10 Quantal Quetzal

Ubuntu 12.10 під кодовим ім'ям Quantal Quetzal з'явився 18 жовтня 2012.
З помітних змін можна відзначити:
- попередній перегляд при пошуку контенту в Dash;
- WebApps для інтеграції вебзастосунків на десктоп;
- функція віддаленого входу по RDP у дисплейному менеджері;
- єдиний інтерфейс для управління online-акаунтами;
- оновлений графічний стек;
- припинення підтримки Unity 2D;
- підтримка режиму безпечного завантаження UEFI;
- розширення засобів для розгортання застосунків і хмарних конфігурацій;
- перехід на Python 3.2;
- припинення формування альтернативних DVD-образів з інсталятором Debian;
- підготовка збірки для архітектури ARM hard float (armhf).

Відбулося оновлення оболонки Unity до версії 6.8, були додані нові лінзи для фотографій та для онлайн покупок в Amazon та Ubuntu One Store. При бажанні, існує опція вимкнення всіх онлайн-запитів пошуку в Dash. З'явилася підтримка технології Ubuntu WebApps, яка дозволяє низці популярних вебсайтів тісніше інтегруватися в оболонку Unity. Покращено функціональність та дещо змінено дизайн індикаторів трею. Додано можливість під'єднуватися до віддаленого робочого столу відразу в меню входу до системи. В той же час, відкладено на наступні релізи початок використання графічної підсистеми на базі Wayland.
Ядро Linux було оновлено до версії 3.5.4, GNOME — 3.5.92 (деякі компоненти — 3.6). Був оновлений до версії 3.6.1 та інтегрований з HUD LibreOffice. Файловий менеджер Nautilus був залишений версії 3.4 у зв'язку із зменшенням функціоналу нової версії 3.6. Було здійснено безліч дрібних покращень та оптимізація роботи дистрибутиву. Інші оновлення: Python 3.2, GRUB2 2.00, Xorg 1.13.0, Mesa 9.0, OpenJDK 7.
Починаючи із 12.10, розробники відмовилися від розділення Ubuntu на CD, DVD та альтернативні образи. Нова система займає 800 Мб і постачається лише на DVD. Також була припинена підтримка Live CD. Серверної версії Ubuntu дані зміни не стосуються.

### Ubuntu 13.04 (Raring Ringtail)

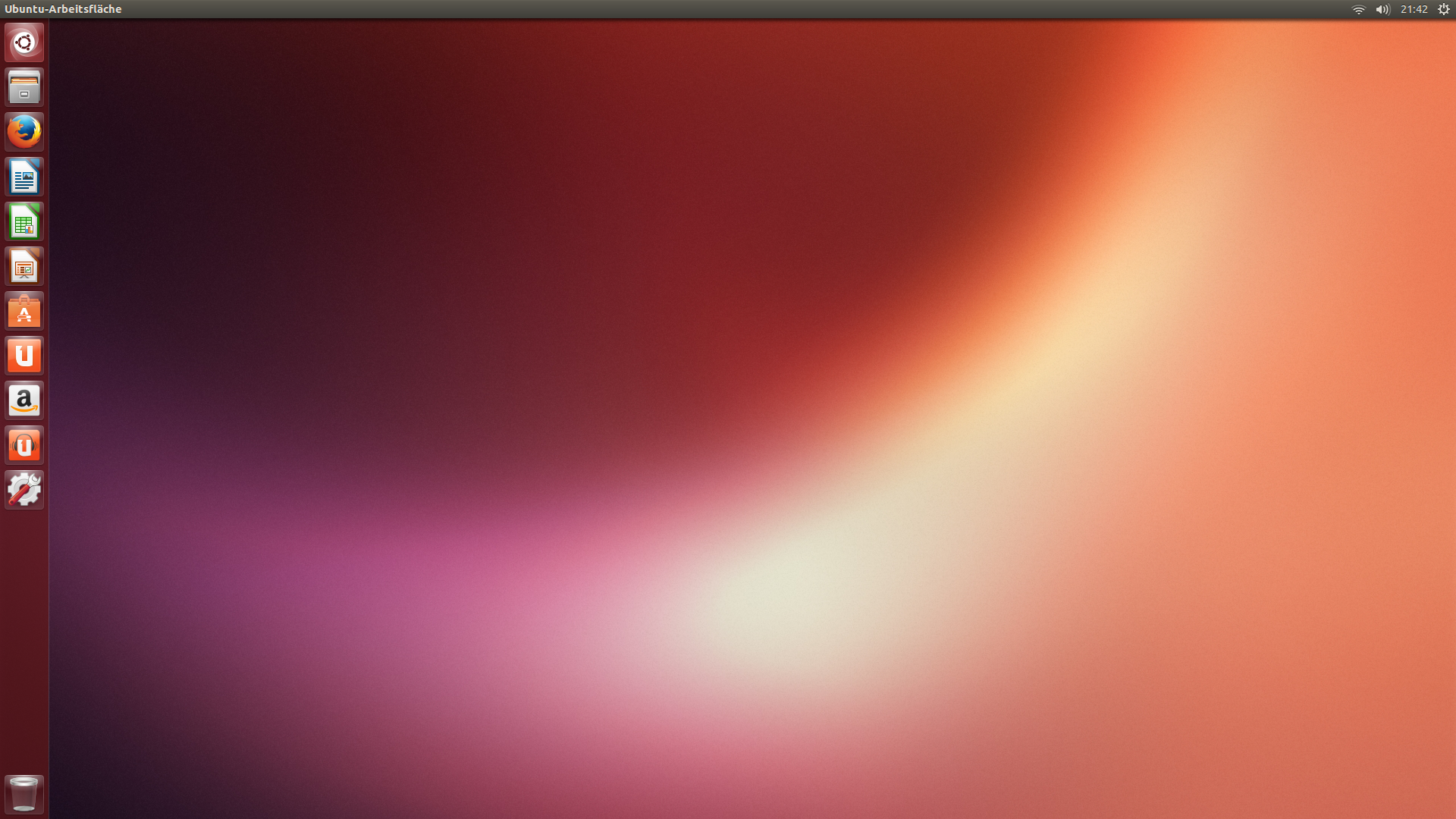
Ubuntu 13.04 «Raring Ringtail»

Ubuntu 13.04 «Raring Ringtail» з'явився 25 квітня 2013. Було оновлено такі основні компоненти: ядро Linux 3.8, LibreOffice 4.0, система ініціалізації Upstart 1.8, оболонка робочого столу Unity 7, оновлені компоненти системи друку. Сервіс Friends замінив Gwibber. Також було проведено значну роботу із збільшенню продуктивності та оптимізації використання ресурсів. Відзначається підвищена швидкодія Unity та деякі зміни в інтерфейсі. Відтепер в базовому дистрибутиві постачається лише Python 3.3. Було тимчасово припинено постачання Wubi. До релізу не увійшла підтримка розумних областей (Smart Scopes) та засобів керування приватною інформацією.
Надані можливості для тестування експериментального дисплейного сервера Mir.

### Ubuntu 13.10 (Saucy Salamander)
В день релізу Ubuntu 13.04, Марк Шаттлворт повідомив, що кодова назва Ubuntu 13.10 буде «Saucy Salamander» (укр. зухвала саламандра).
17 жовтня 2013 офіційно представлений реліз Ubuntu 13.10 «Saucy Salamander». Дистрибутив доступний в редакціях для десктопів, серверів і хмарних оточень. Одночасно випущені релізи суміжних проектів: Kubuntu (KDE 4.11), Ubuntu GNOME (GNOME 3.8), Xubuntu (Xfce 4.10), Lubuntu (LXDE), Mythbuntu, Edubuntu (з підбіркою навчального ПЗ) та Ubuntu Studio (для обробки мультимедіа інформації). Підтримка випуску Ubuntu 13.10 скорочена до терміну 9 місяців і завершиться в липні 2014 року, для тих кому необхідна тривала підтримка рекомендовано використовувати LTS-випуски.
Основним нововведенням випуску мало стати впровадження власного дисплейного сервера Mir, але це рішення було скасовано в останній момент через низку невирішених проблем. У підсумку, в Ubuntu 13.10 як і раніше за замовчуванням використаний графічний стек X.Org. Прошарок Mir/XMir, який надає засоби для запуску X-сервера з організацією виводу через дисплейний сервер Mir, дозволяючи звичайним X11-застосункам і X-серверу працювати поверх Mir, доступний лише опціонально. Необхідні для Mir/XMir компоненти доступні через спеціальний PPA-репозиторій.
У Unity додана підтримка розумних областей (Smart Scopes), які являють собою серверні обробники, що дозволяють представляти в Dash певні види локальної або зовнішньої інформації з визначенням порядку виведення областей з урахуванням їхньої релевантності та затребуваності користувачем. Наприклад, при введенні в пошуку «Бітлз» в першу чергу будуть виведені області з музикою та відео, в яких буде відображено локальний і зовнішній контент, як з персональних хмарних сховищ користувача, так і з сервісів подібних Wikipedia, YouTube, Last.fm і Amazon. За замовчуванням при спробі пошуку виводиться список з усіх доступних Scope-плагінів, неактивні області відзначені чорно-білої піктограмою. Користувач може на свій розсуд відключати і включати області в залежності від своїх уподобань.
Ядро Linux оновлено до версії 3.11, система ініціалізації Upstart оновлена до версії 1.10 з підтримкою подій від файлової системи.
До складу Ubuntu Server включено:
- новий випуск хмарної платформи OpenStack 13.2 «Havana»
- новий випуск Juju 1.6, інтерфейсу для швидкого розгортання переднастроєних сервісів. Для використання з Juju підготовлено понад 130 сервісів (Juju Charms), готових до роботи відразу після їхньої установки. Серед таких сервісів різні СУБД (MySQL, PostgreSQL, Redis, Cassandra, MongoDB, Membase), вебзастосунки (Wordpress, Drupal, node.js, Django, Ruby on Rails), серверні системи (LAMP, tomcat, vsftpd), системи моніторингу, хмарні платформи тощо. Забезпечена підтримка розгортання сервісів як на локальних системах, так і в ізольованих LXC-контейнерах і хмарних оточеннях AWS, HP Cloud, Azure, OpenStack і MAAS. Реалізовано новий графічний інтерфейс, в якому конфігурація сервісів визначається шляхом переміщення функціональних блоків і визначення зв'язку між ними (наприклад, для запуску MediaWiki можна активувати сервіси LAMP, MediaWiki, MySQL, memcached і визначити зв'язки між ними). Додані Juju-клієнти для розгортання в Ubuntu Server сервісів з оточення OS X і Windows.
- новий випуск MAAS 1.4, інструментарію для швидкого і зручного розгортання Ubuntu-конфігурацій на безлічі серверів з використанням технік, що використовуються в хмарних платформах.

### Ubuntu 14.04 LTS (Trusty Tahr)

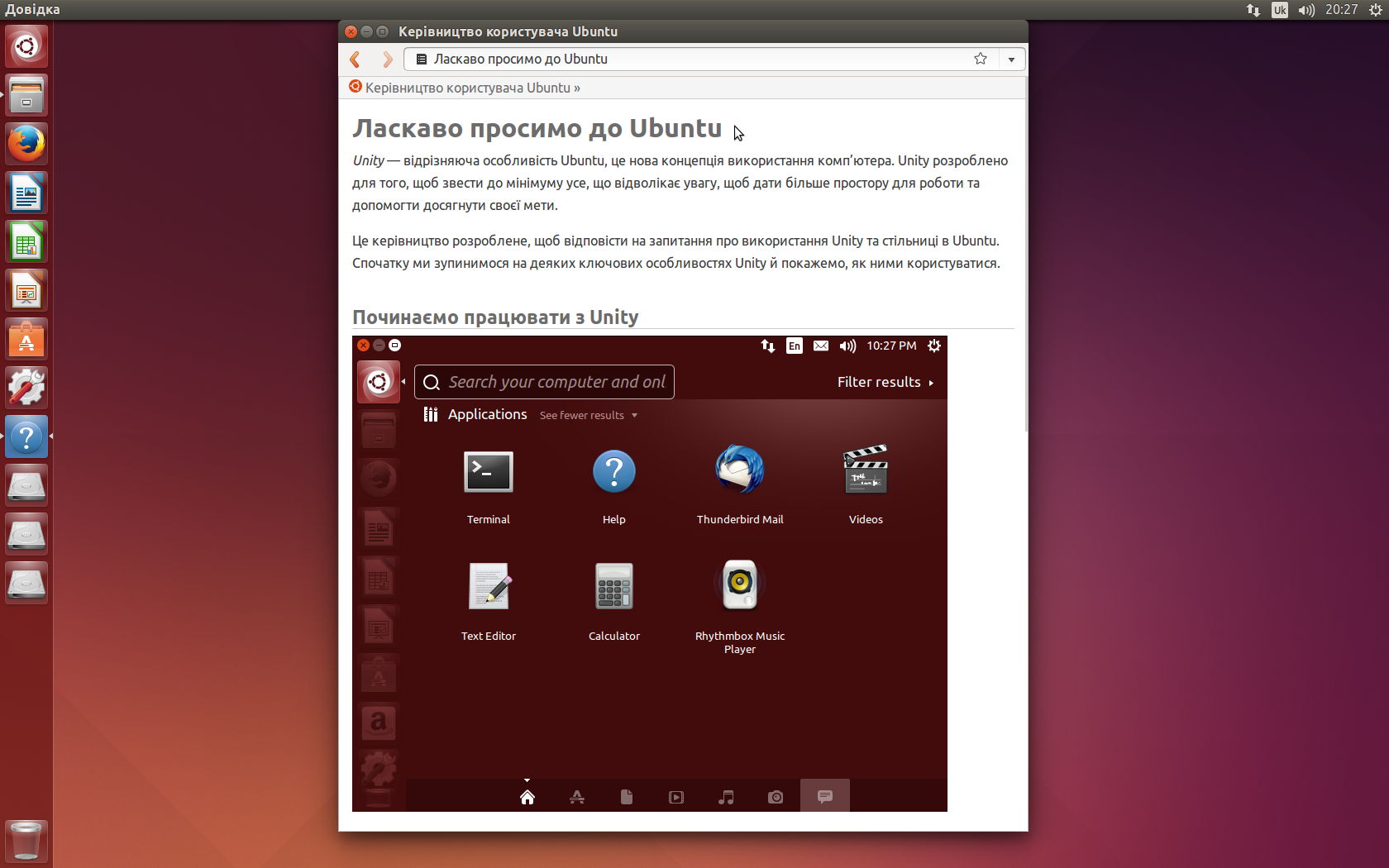
Ubuntu 14.04 LTS. Керівництво користувача Ubuntu.

18 жовтня 2013 стало відомо, що кодове найменування майбутнього LTS-релізу Ubuntu 14.04 буде Trusty Tahr (Надійний тар).
Ubuntu 14.04 LTS вийшов 17 квітня 2014. Основним завданням при підготовці випуску стало забезпечення стабільності і продуктивності робочого столу на основі Unity 7, надання засобів для спрощення використання дистрибутиву в корпоративному середовищі, доопрацювання і стабілізація технологій пропонованих у рамках проміжних випусків 12.10, 13.04 і 13.10, а також розвиток редакцій для планшетів і смартфонів (Ubuntu Touch). Ubuntu 14.04 LTS поставляється за умовчанням з класичним графічним стеком на основі X.Org, Compiz і Unity 7. Ubuntu Touch за умовчанням поставляється з графічним стеком на базі Mir, Qt5 і Unity 8 (в десктоп-редакції оточення на базі Mir можна встановити як експериментальну опцію).
У зв'язку з закриттям хмарного сховища Ubuntu One з дистрибутиву вилучені всі пов'язані з ним компоненти і служби (синхронізація файлів, потокове мовлення музики тощо).
У серверній версії за замовчуванням вирішено використовувати MySQL 5.6; як опції надаються пакунки з MySQL 5.5, MariaDB 5.5 і Percona XtraDB Cluster 5.5. Оновлена версія розроблюваного компанією Canonical інструментарію MAAS 1.5 (Metal-as-a-Service), призначеного для швидкого і зручного розгортання Ubuntu-конфігурацій на безлічі серверів з використанням технік, що використовуються в хмарних платформах. Новий випуск Juju 1.18.1 , інтерфейсу для швидкого розгортання переднастроєних сервісів. Для використання з Juju підготовлено понад сотні сервісів (Juju Charms), готових до роботи відразу після їх установки. Серед таких сервісів різні СУБД (MySQL, PostgreSQL, Redis, Cassandra, MongoDB, Membase), вебзастосунки (wordpress, drupal, Node.js, Django, Ruby on Rails), серверні системи (LAMP, tomcat, vsftpd), системи моніторингу, хмарні платформи тощо. Новий реліз хмарної платформи OpenStack 2014.1 «Icehouse». Оновлення системи для централізованого управління конфігурацією серверів Puppet 3. Поставка гіпервізора Xen 4.4, інструментарію управління ізольованими контейнерами LXC 1.0 і емулятора Qemu 2.0, поставка віртуального комутатора Open vSwitch 2.0.1. Оновлення серверних застосунків: Apache 2.4, PHP 5.5 (в Ubuntu 12.04 поставлялися Apache 2.2 і PHP 5.3).
Задіяне ядро Linux 3.13. У базовій поставці для робочих станцій тепер поставляється тільки Python 3.4. Представлений Oxide, побудований на кодовій базі Chromium рушій для відокремленого запуску вебзастосунків і організації розміщення вебконтенту на робочому столі;

### Ubuntu 14.10 (Utopic Unicorn)

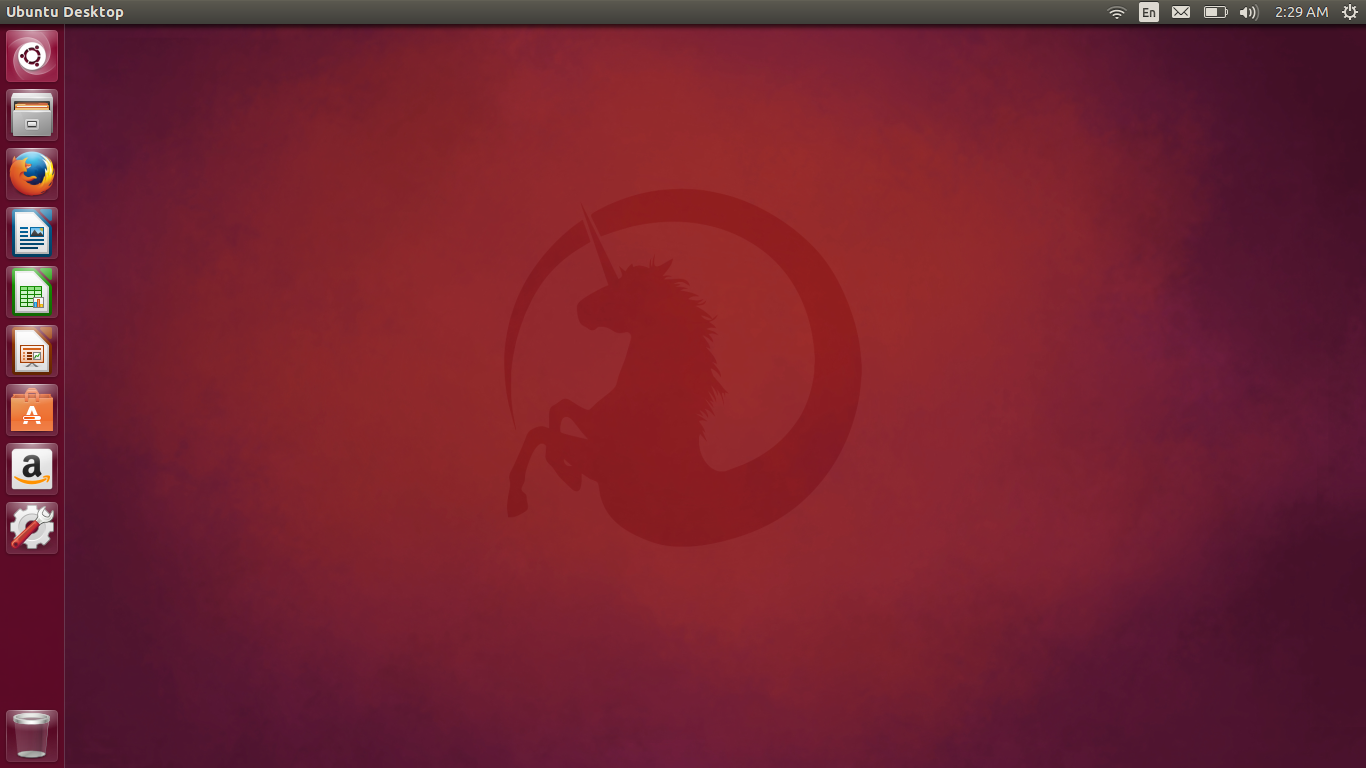
Ubuntu 14.10 Utopic Unicorn

Випуск дистрибутиву Ubuntu 14.10 «Utopic Unicorn» представлений 23 жовтня 2014. Готові установні образи складені для Ubuntu Desktop, Ubuntu Server, Ubuntu Cloud, Kubuntu (KDE 4.14 і KDE Plasma 5), Ubuntu GNOME (GNOME 3.12), Xubuntu (Xfce 4.10), Lubuntu (LXDE), Edubuntu (з підбіркою навчального ПЗ), Ubuntu Studio (для обробки мультимедіа інформації) та Mythbuntu (для розгортання медіацентру). Також доступний випуск редакції Ubuntu MATE 14.10, що поставляється зі стільницею MATE і який ще не отримала офіційного визнання.
Як експериментальний випуск підготовлені складання Ubuntu 14.10 з оболонкою Unity 8 на базі бібліотеки Qt5 і дисплейного сервера Mir. Але основною як і раніше пропонується оболонка Unity 7.
Оновлені компонентів, у тому числі ядро Linux 3.16, GCC 4.9.1, LibreOffice 4.3.2, X.org server 1.16.0, Shotwell 0.20.0, Firefox 33, Chromium 38, Qt 5.3, GTK 3.12.2. Nautilus, Totem, Rhythmbox та інші компоненти GNOME раніше засновані на гілці 3.10. До складу включений випуск хмарної платформи OpenStack 2014.2 (Juno)
Оновлені компоненти графічного стека, задіяний X.Org Server 1.16 c підтримкою архітектури 2D-прискорення GLAMOR, можливістю запуску X-сервера без root-привілеїв і підтримкою GPU на шині, відмінної від PCI. У X-сервері Xephyr, що дозволяє запустити X-сервер у вікні вже запущеного X-сервера, додана підтримка DRI3. Пакет Mesa оновлено до випуску 10.3 з підтримкою GPU AMD Hawaii і новим драйвером freedreno. У драйвері Nouveau забезпечена можливість роботи з картами Maxwell (NVIDIA GeForce 750) і GPU GK20A, заснованому на сімействі Kepler і використовуваного в чипах Tegra K1. Поліпшено роботу на ноутбуках з гібридною графічною підсистемою, в якій вбудований GPU поєднується з дискретною графічною картою.
Додана підтримка принтерів, доступних через протокол IPP Everywhere, а також емуляція IPP Everywhere для мережевого доступу до локально підключеним пристроїв друку. IPP Everywhere не потребує створення статичних файлів конфігурації і надає кошти для динамічного вибору доступного принтера в мережі, дозволяє визначати наявність принтерів, відправляти запити і виконувати операції з виведення на друк, як безпосередньо, так і через проміжні хости, що надають доступ до підключеним до них принтерів.

### Ubuntu 15.04 (Vivid Vervet)

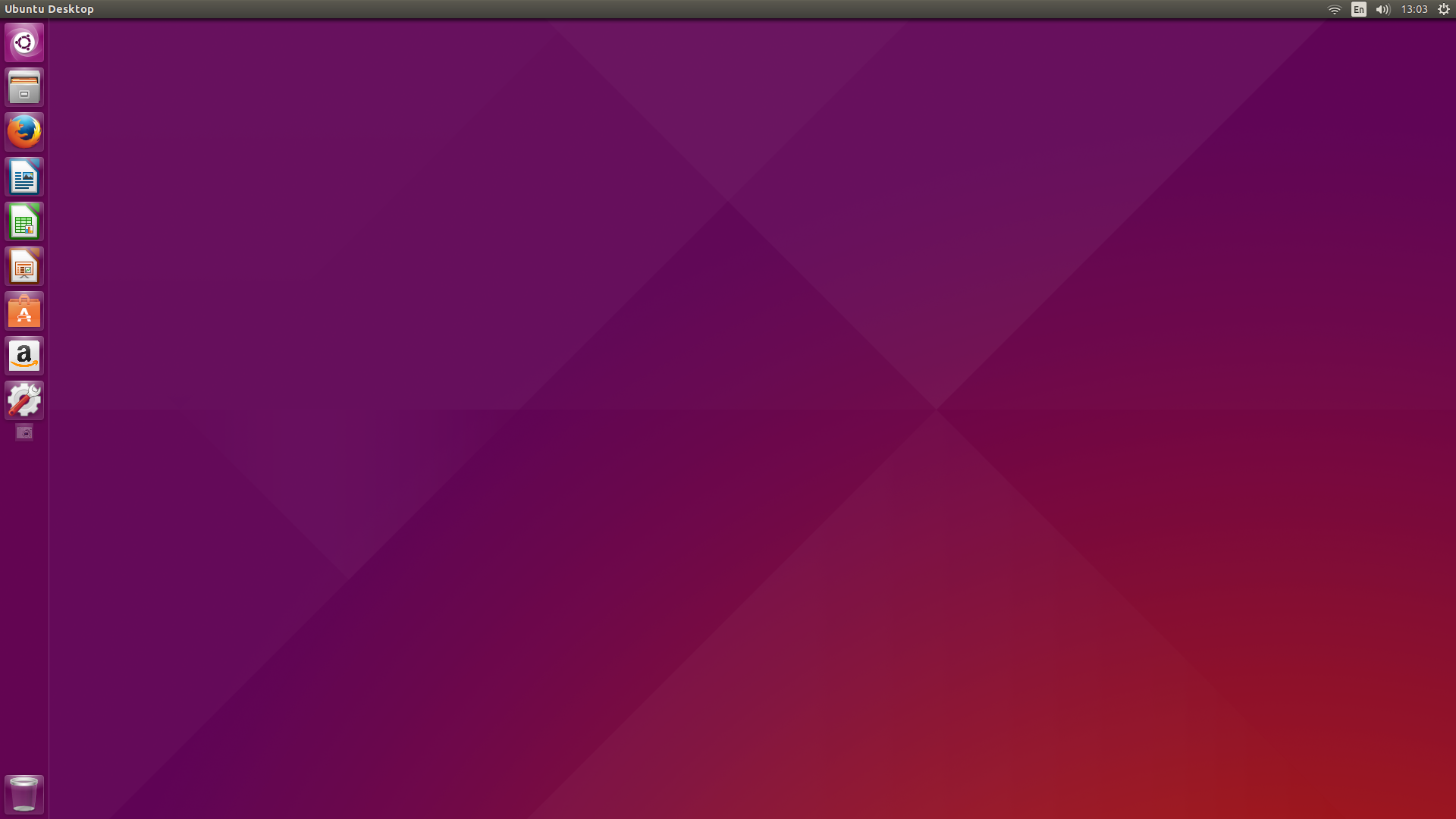
Ubuntu 15.04 Vivid Vervet

Ubuntu 15.04 «Vivid Vervet» вийшов 23 квітня 2015. Готові установочні образи створені для Ubuntu Desktop, Ubuntu Server, Kubuntu (KDE Plasma 5), Lubuntu, Ubuntu GNOME, Xubuntu (Xfce 4.12), Ubuntu MATE, Ubuntu Cloud і Ubuntu Studio (для обробки мультимедіа інформації).
Ключовим нововведенням Ubuntu 15.04 є переведення дистрибутиву на системний менеджер systemd, який замінив собою систему ініціалізації upstart у конфігурації за замовчуванням. Опціональна можливість використання upstart залишена (завантаження з upstart можна вибрати в меню «Advanced options for Ubuntu» в GRUB), більш того компоненти upstart поки залишені для управління призначеними для користувача сеансами. У рамках поточного циклу розробки вирішено не переводити на systemd Ubuntu Touch.
Іншою важливою подією стало включення дистрибутиву Ubuntu MATE в число офіційних редакцій Ubuntu. Ubuntu MATE пропонує стільницю на основі проекту MATE, в рамках якого продовжено розвиток кодової бази GNOME 2.32 із збереженням класичної концепції формування робочого столу. В офіційний репозиторій пакунків Ubuntu додані всі компоненти, необхідні для складання Ubuntu MATE.
Оновлені версії пакунків, в тому числі поставляються ядро Linux 3.19, стільниця Unity 7.3, звуковий сервер Pulseaudio 6, офісний пакет LibreOffice 4.4, GTK 3.14.9, Totem 3.14.2, Rhythmbox 3.1, Transmission 2.84, Shotwell 0.20.2. З серверних компонентів можна відзначити: LXC 1.1, QEMU 2.2, Docker 1.5, MySQL 5.6, MariaDB 10.0, Percona Server 5.6, OpenStack 2015.1, libvirt 1.2.12, Open vSwitch 2.3.1, Ceph 0.94.1, haproxy 1.5.0, pacemaker 1.1.12.
З нових програм
- Представлений новий інструмент Ubuntu Make (Developer Tools Centre), що надає засоби для швидкої і простої настройки оточень для різних категорій розробників ПЗ. В Ubuntu Make забезпечена можливість розгортання 15 платформ для розробки, включаючи підтримку мов Go і Dart, засобів розробки Firefox, інтегрованих оточень intelliJ IDEA, pycharm, webstorm, rubymine, phpstorm і eclipse.
- До складу включено розроблений компанією Canonical інструментарій управління ізольованими контейнерами LXD, заснований на напрацюваннях LXC і оформлений у вигляді постійно працюючого фонового процесу. Основне завдання LXD — організація прозорого управління серією хостів з контейнерами через мережу, а також організація переміщення між ними оточень. LXD маніпулює виключно образами контейнерів, підтримує снапшоти і live-міграцію, допускає підключення зовнішніх керуючих інтерфейсів через REST API.
- Сформовано перший випуск нового продукту Snappy Ubuntu Core, націленого на формування контейнерів для хмарних систем і оснащення розумних споживчих пристроїв, що розвиваються відповідно до концепції «Інтернет речей», а також в системах домашньої автоматизації, дронів і автономних роботів.

### Ubuntu 15.10 (Wily Werewolf)

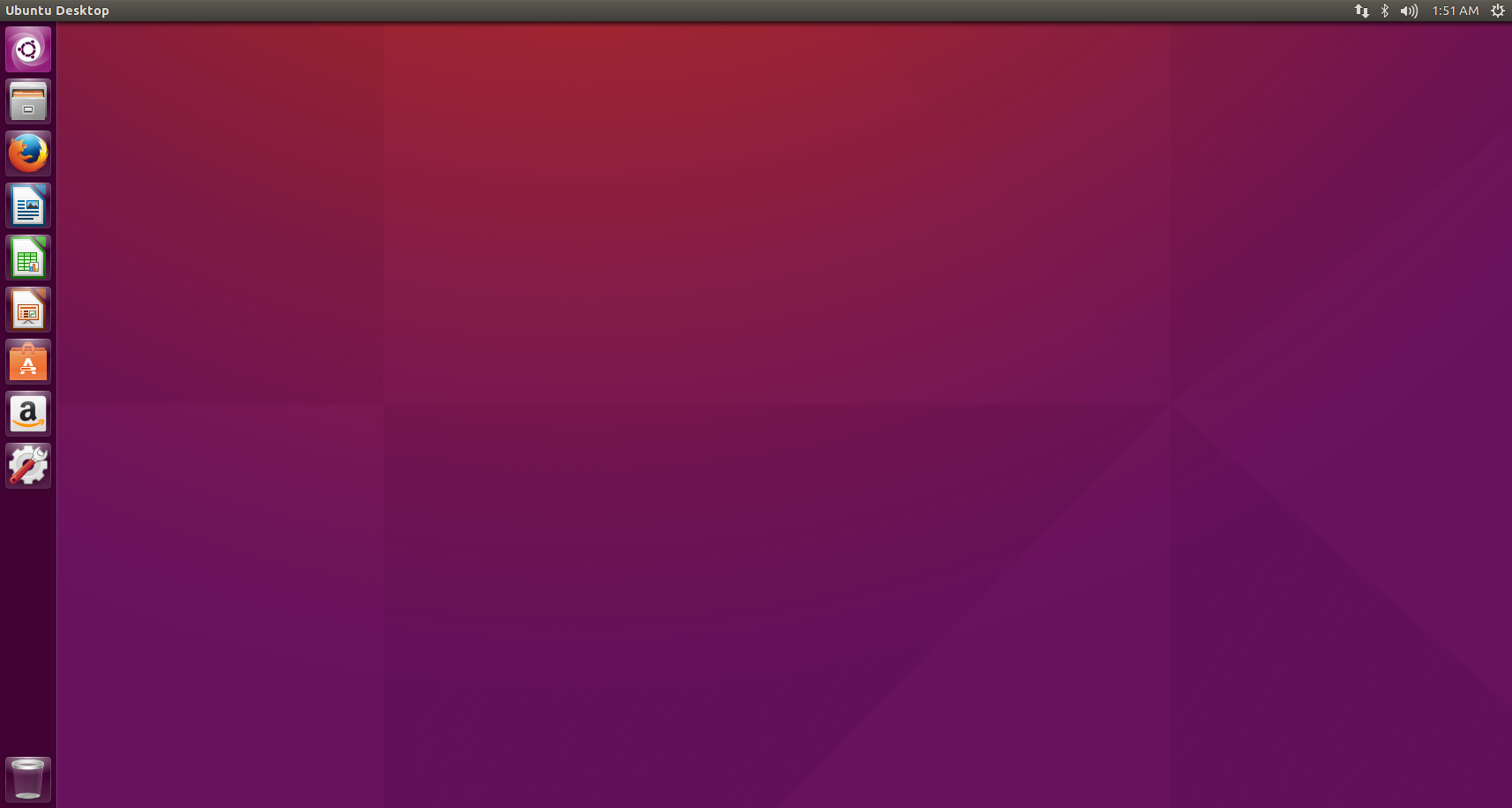
Ubuntu 15.10 Wily Werewolf

4 травня 2015 Марк Шаттлворт повідомив, наступний випуск Ubuntu 15.10 матиме назву Wily Werewolf (укр. хитрий вовкулака). Ubuntu 15.10 вийшов 22 жовтня 2015.

### Ubuntu 16.04 LTS (Xenial Xerus)
21 жовтня 2015 року Марк Шаттлворт анонсував назву нового дистрибутиву Xenial Xerus (укр. Гостинний Ксерус).

### Ubuntu 16.10 (Yakety Yak)
21 квітня 2016 року Марк Шаттлворт заявив, що майбутній випуск Ubuntu 16.10 матиме назву Yakkety Yak. Попередня дата виходу: 20 жовтня 2016 року.

### Ubuntu 20.10 (Groovy Gorilla)

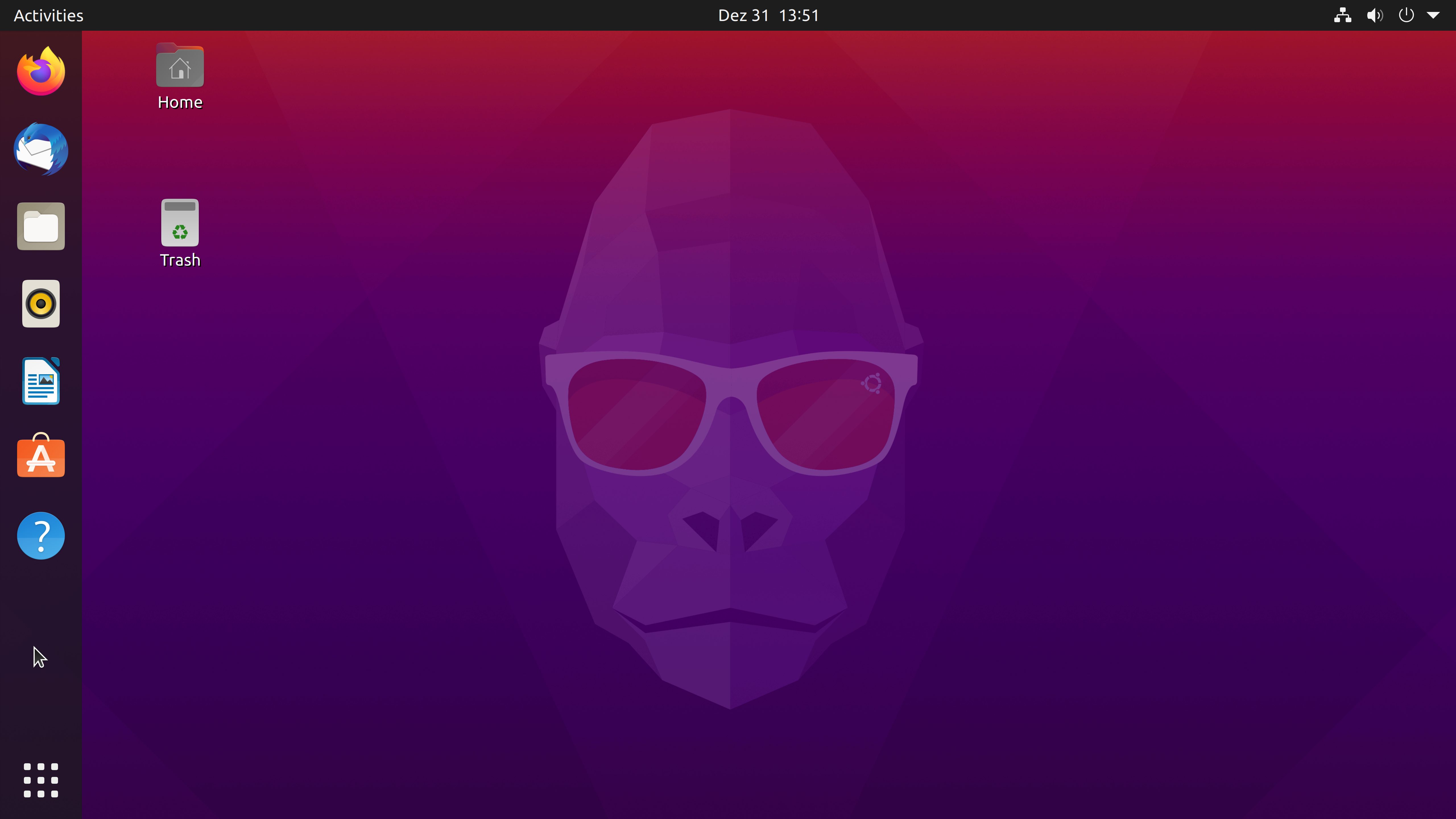

### Ubuntu 21.04 (Hirsute Hippo)

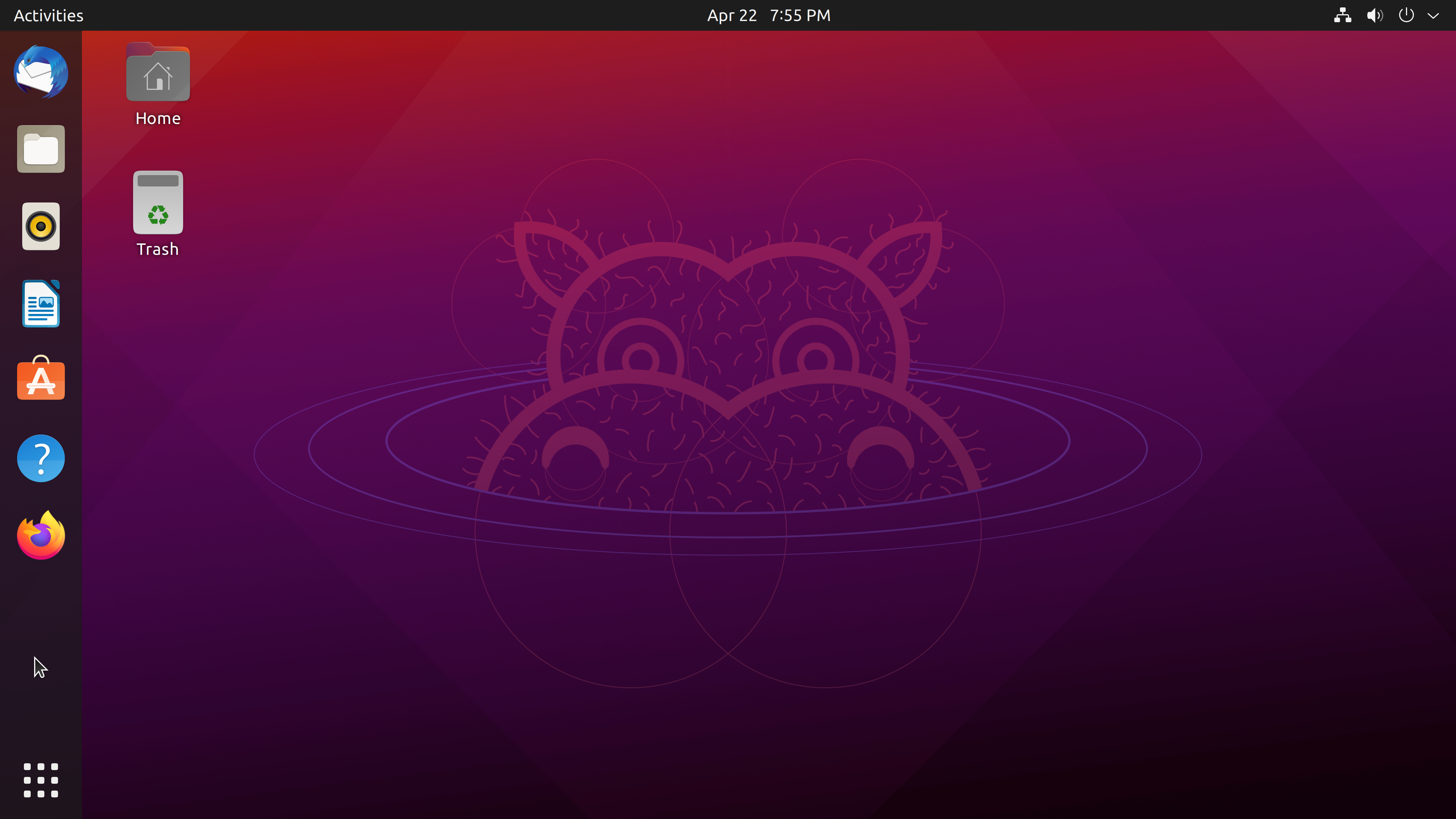

### Ubuntu 18.04 LTS (Bionic Beaver)
- Ядро Linux оновлено до версії 4.15.
- Інтерфейс Unity замінено на Gnome (3.28).
- Можливість мінімальної установки Ubuntu (без зайвих програм).
- Спрощено використання PPA.
- Змінений інтерфейс файлового менеджера Nautilus.
- Оптимізована швидкість завантаження системи.
- Покращені сторінки з допомогою.
- Текстовий встановлювач від Debian для серверної версії.
- Ubuntu буде збирати дані про використання системи (це можна буде відключити в налаштуваннях).
- Вбудована підтримка смайлів (такі самі як на Android).
- Новий додаток Gnome - To-do.
- Python 3.6.
- Для нових систем буде використаний файл підкачки замість розділу підкачки.
- Тільки 64-бітні образи системи.
- Під час встановлення не можливо зашифрувати лише домашній каталог, використовуючи ecryptfs-utils. Рекомендується використовувати повне шифрування диска.

### Ubuntu 18.10 (Cosmic Cuttlefish)
8 травня 2018 року Марк Шаттлворт заявив [Архівовано 26 червня 2018 у Wayback Machine.], що майбутній випуск Ubuntu 18.10 матиме назву Cosmic Cuttlefish.

### Ubuntu 22.04 LTS (Noble Nombat)
Анонсована дата релізу: 25 квітня 2024 року.

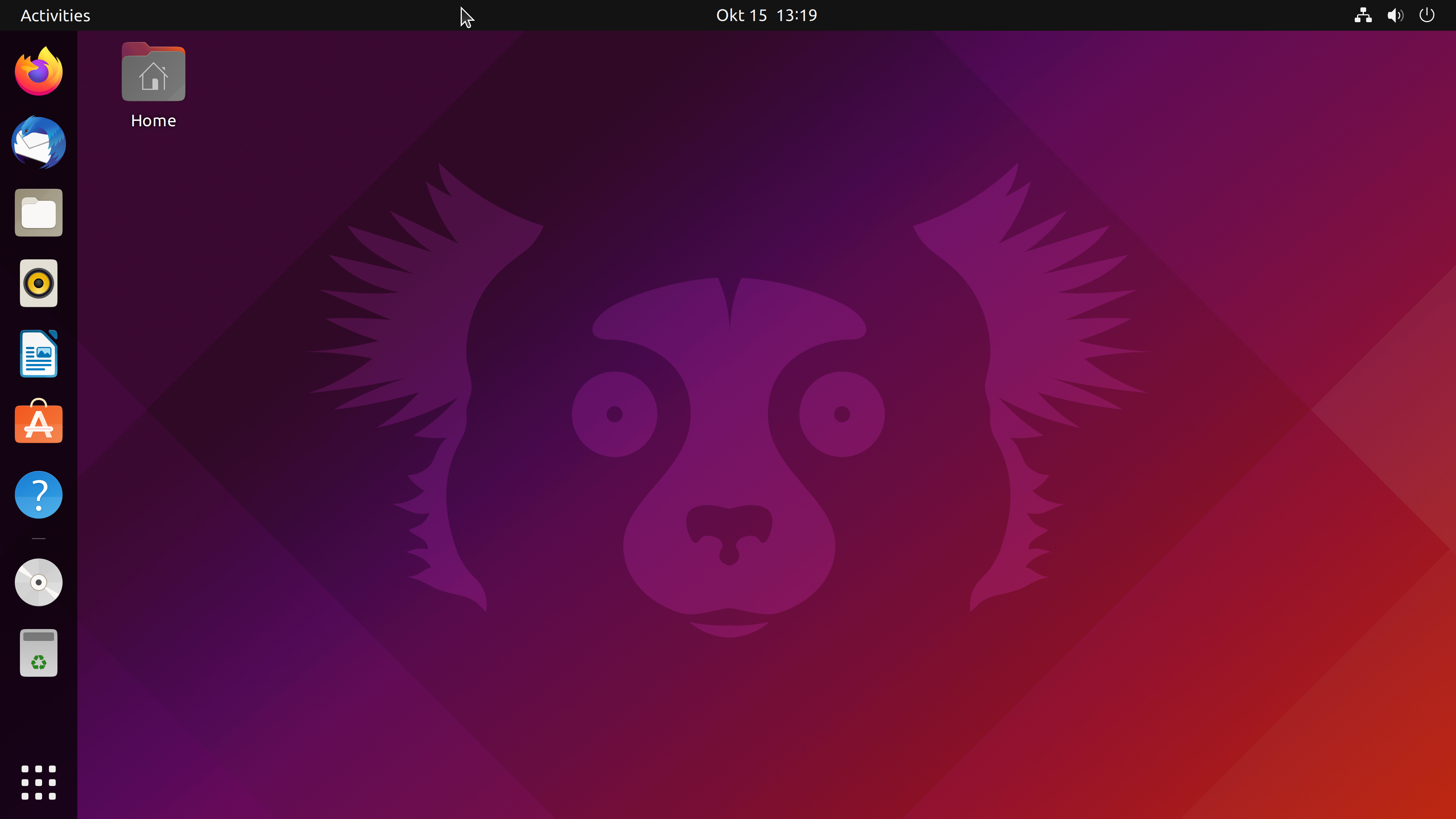

## Стандартне програмне забезпечення Ubuntu
|       | Системні              | Системні             | Системні | Системні | Стільниця | Стільниця | Стільниця  | Стільниця   | Стільниця | Стільниця | Стільниця |
| Реліз | Linux (ядро)          | X.Org Server / X.Org | Python   | Perl     | GNOME     | Firefox   | OpenOffice | LibreOffice | GIMP      | Pidgin    | PiTiVi    |
| ----- | --------------------- | -------------------- | -------- | -------- | --------- | --------- | ---------- | ----------- | --------- | --------- | --------- |
| 4.10  | 2.6.8                 | (XFree86 4.3)        | 2.3.4    | 5.8.4    | 2.8       | 0.9       | 1.1.2      | Н/Д         | 2.0.2     | 1.0.0     | Н/Д       |
| 5.04  | 2.6.10                | (6.8.2)              | 2.4.1    | 5.8.4    | 2.10      | 1.0.2     | 1.1.3      | Н/Д         | 2.2.2     | 1.1.4     | Н/Д       |
| 5.10  | 2.6.12                | (6.8.2)              | 2.4.2    | 5.8.7    | 2.12      | 1.0.7     | 2.0        | Н/Д         | 2.2.8     | 1.5.0     | Н/Д       |
| 6.06  | 2.6.15                | 1.0.2 / 7.0.0        | 2.4.2    | 5.8.7    | 2.14      | 1.5.3     | 2.0.2      | Н/Д         | 2.2.11    | 1.5.0     | 0.10.0    |
| 6.10  | 2.6.17                | 1.1.1 / 7.1.1        | 2.4.3    | 5.8.8    | 2.16      | 2.0.0     | 2.0.4      | Н/Д         | 2.2.13    | 2.0b3     | 0.10.1    |
| 7.04  | 2.6.20                | 1.2.0 / 7.2          | 2.5.1rc1 | 5.8.8    | 2.18      | 2.0.3     | 2.2.0      | Н/Д         | 2.2.13    | 2.0b6     | 0.10.2    |
| 7.10  | 2.6.22                | 1.3.0 / 7.2          | 2.5.1    | 5.8.8    | 2.20      | 2.0.6     | 2.3.0      | Н/Д         | 2.4.0rc3  | 2.2.1     | 0.10.3    |
| 8.04  | 2.6.24                | 1.4.1 / 7.3          | 2.5.2    | 5.8.8    | 2.22      | 3.0b5     | 2.4.0      | Н/Д         | 2.4.5     | 2.4.1     | 0.11.1    |
| 8.10  | 2.6.27                | 1.5.2 / 7.4          | 2.5.2    | 5.10.0   | 2.24      | 3.0.3     | 2.4.1      | Н/Д         | 2.6.1     | 2.5.2     | 0.11.1    |
| 9.04  | 2.6.28                | 1.6.0 / 7.4          | 2.6.2    | 5.10.0   | 2.26      | 3.0.8     | 3.0.1      | Н/Д         | 2.6.6     | 2.5.5     | 0.11.3    |
| 9.10  | 2.6.31                | 1.6.4 / 7.4          | 2.6.4rc1 | 5.10.0   | 2.28      | 3.5.3     | 3.1.1      | Н/Д         | 2.6.7     | 2.6.2     | 0.13.3    |
| 10.04 | 2.6.32 (DRM з 2.6.33) | 1.7.6 / 7.5          | 2.6.5    | 5.10.1   | 2.30      | 3.6.3     | 3.2.0      | Н/Д         | 2.6.8     | 2.6.6     | 0.13.4    |
| 10.10 | 2.6.35                | 1.9.0 / 7.5          | 2.6.6    | 5.10.1   | 2.32      | 3.6.10    | 3.2.1      | Н/Д         | 2.6.10    | 2.7.3     | 0.13.5    |
| 11.04 | 2.6.38                | 1.10.1 / 7.6         | 2.7.1    | 5.10.1   | 2.32.1    | 4.0       | Н/Д        | 3.3.2       | 2.6.11    | 2.7.11    | 0.13.5    |
| 11.10 | 3.0                   | 1.10.4 / 7.6         | 2.7.2    | 5.12.4   | 3.2       | 7.0       | Н/Д        | 3.4.3       | 2.6.11    | 2.10.0    | 0.15      |
| 12.04 | 3.2                   | 1.11 / 7.6           | 3.2.2    | 5.14.2   | 3.2.1     | 11.0      | Н/Д        | 3.5         | 2.7.3     | 2.10.0    | 0.15      |
| 12.10 | 3.5                   | 1.13 / 7.7           | 3.2.3    | 5.14.2   | 3.6.0     | 16.0      | Н/Д        | 3.6.2       | 2.8.2     | 2.10.6    | 0.15.2    |
| 13.04 | 3.8                   | 1.13 / 7.7           | 3.3.1    | 5.14.2   | 3.6.2     | 20.0      | Н/Д        | 4.0.2       | 2.8.4     | 2.10.7    | 0.15.2    |

 x.y*  — нестабільні альфа, бета чи реліз-кандидат версії.

 x.y.z  — програми, які не постачалися з базовим дистрибутивом.
Кожен реліз Ubuntu супроводжується новими версіями стільниці GNOME (у версіях до 11.04 і після 17.10) або Unity (у версіях з 11.04 по 17.10 включно).

## Виноски
1. 1 2  Shuttleworth, Mark (20 жовтня 2004). Ubuntu 4.10 announcement. ubuntu-announce (Список розсилки). Архів оригіналу за 2 травня 2020. Процитовано 25 вересня 2007.
2. ↑  Announcing Beta release of Ubuntu 6.06 LTS. Архів оригіналу за 2 травня 2020. Процитовано 26 квітня 2006.
3. ↑  Zimmerman, Matt (2006-03-28). Ubuntu 4.10 reaches end of life on 30 April 2006. ubuntu-announce (Список розсилки). Архів оригіналу за 3 березня 2016. Процитовано 25 вересня 2007.
4. 1 2  5.04 Release Notes. 8 квітня 2005. Архів оригіналу за 30 квітня 2008. Процитовано 14 квітня 2007.
5. 1 2  Armstrong, Christina (23 жовтня 2006). Ubuntu 5.04 reaches end-of-life on 31 October 2006. ubuntu-security-announce (Список розсилки). Архів оригіналу за 4 березня 2016. Процитовано 25 вересня 2007.
6. 1 2  Ubuntu 5.10 announcement. Архів оригіналу за 6 вересня 2015. Процитовано 11 жовтня 2006.
7. 1 2  Ubuntu 5.10 release notes. Архів оригіналу за 24 серпня 2011. Процитовано 21 грудня 2006.
8. ↑  Heen, Tollef Fog (2007-03-14). Ubuntu 5.10 reaches end-of-life on 13 квітня 2007. ubuntu-security-announce (Список розсилки). Архів оригіналу за 11 червня 2016. Процитовано 25 вересня 2007.
9. 1 2  Ubuntu 6.06 LTS announcement. Архів оригіналу за 24 серпня 2011. Процитовано 21 грудня 2006.
10. 1 2  Ubuntu 6.06 LTS release notes. Архів оригіналу за 25 липня 2008. Процитовано 21 грудня 2006.
11. 1 2  Ubuntu 6.10 announcement. Архів оригіналу за 24 серпня 2011. Процитовано 26 жовтня 2006.
12. 1 2  Ubuntu 6.10 release notes. Архів оригіналу за 6 липня 2008. Процитовано 21 грудня 2006.
13. 1 2  End of Life announcement for Ubuntu 6.10. Архів оригіналу за 30 березня 2008. Процитовано 1 квітня 2008.
14. 1 2  Ubuntu 7.04 announcement. Архів оригіналу за 28 січня 2016. Процитовано 6 лютого 2007.
15. 1 2  GutsyReleaseSchedule — Ubuntu Wiki. Архів оригіналу за 18 вересня 2015. Процитовано 12 квітня 2007.
16. 1 2  Introducing the Gutsy Gibbon. 12 квітня 2007. Архів оригіналу за 19 лютого 2009. Процитовано 6 травня 2007.
17. ↑  HardyReleaseSchedule. Архів оригіналу за 8 червня 2016. Процитовано 25 вересня 2007.
18. 1 2  Introducing the Hardy Heron. Архів оригіналу за 1 травня 2008. Процитовано 29 серпня 2007.Milestone ubuntu-8.04 for Ubuntu due 2008-04-24. Архів оригіналу за 21 червня 2010. Процитовано 23 жовтня 2007.
19. ↑  Shuttleworth, Mark. Planning for Ubuntu 8.10ish — The Intrepid Ibex. Архів оригіналу за 30 квітня 2011. Процитовано 2 червня 2008.
20. ↑  Архівована копія. Архів оригіналу за 4 січня 2010. Процитовано 4 жовтня 2009.{{cite web}}:  Обслуговування CS1: Сторінки з текстом «archived copy» як значення параметру title (посилання)
21. ↑  Milestone ubuntu-8.10 for Ubuntu due 2008-10-30. Архів оригіналу за 26 червня 2010. Процитовано 28 квітня 2008.
22. ↑  Ubuntu 12.04 to feature extended support period for desktop users. Архів оригіналу за 24 лютого 2012. Процитовано 23 жовтня 2011.
23. ↑  Quality has a new name. Архів оригіналу за 19 червня 2012. Процитовано 24 квітня 2012.
24. ↑  Архівована копія. Архів оригіналу за 15 січня 2013. Процитовано 27 квітня 2013.{{cite web}}:  Обслуговування CS1: Сторінки з текстом «archived copy» як значення параметру title (посилання)
25. ↑  Ubuntu 13.04 (Raring Ringtail) End of Life reached on January 27 2014 [Архівовано 9 лютого 2014 у Wayback Machine.](англ.)
26. 1 2  Saucy Salamander (Дерзкий Саламандр) — кодовое имя Ubuntu 13.10 [Архівовано 27 квітня 2013 у Wayback Machine.](рос.)
27. ↑  SaucySalamander — Ubuntu Wiki [Архівовано 18 червня 2013 у Wayback Machine.](англ.)
28. 1 2  Quantal, raring, saucy… [Архівовано 19 жовтня 2013 у Wayback Machine.](англ.)
29. ↑   [Архівовано 20 жовтня 2014 у Wayback Machine.](англ.)
30. ↑   [Архівовано 21 серпня 2018 у Wayback Machine.](англ.)
31. ↑  http://markshuttleworth.com/archives/1468 [Архівовано 4 травня 2015 у Wayback Machine.](англ.)
32. ↑  OpenStack Summit Berlin 2018, Mark Shuttleworth keynote [Архівовано 10 квітня 2020 у Wayback Machine.] ubuntu.com
33. ↑  Архівована копія. Архів оригіналу за 25 грудня 2020. Процитовано 20 жовтня 2018.{{cite web}}:  Обслуговування CS1: Сторінки з текстом «archived copy» як значення параметру title (посилання)
34. ↑  Ubuntu 19.04 (Disco Dingo) released. lists.ubuntu.com. Архів оригіналу за 13 червня 2019. Процитовано 20 квітня 2019.
35. ↑  EoanErmine/ReleaseSchedule - Ubuntu Wiki. wiki.ubuntu.com. Архів оригіналу за 7 травня 2019. Процитовано 23 травня 2019.
36. ↑  Sneddon, Joey (16 жовтня 2019). The Ubuntu 20.04 LTS Codename Has Been Revealed…. OMG! Ubuntu! (брит.). Процитовано 19 серпня 2022.
37. ↑  FocalFossa/ReleaseSchedule - Ubuntu Wiki. wiki.ubuntu.com. Архів оригіналу за 23 квітня 2020. Процитовано 4 квітня 2020.
38. ↑  Sneddon, Joey Sneddon (3 травня 2020). Ubuntu 20.10 Codename Revealed. OMG! Ubuntu! (брит.). Процитовано 19 серпня 2022.
39. ↑  Sneddon, Joey (25 квітня 2022). Ubuntu 22.10 Codename is Revealed (And It's Kinda Kooky). OMG! Ubuntu! (брит.). Процитовано 19 серпня 2022.
40. ↑  Shuttleworth, Mark (2004-10-20). Анонс Ubuntu 4.10 "The Warty Warthog Release" (Список розсилки). Архів оригіналу за 2 травня 2020. Процитовано 2 червня 2008.
41. ↑  Upgrading your existing Ubuntu installation. Архів оригіналу за 30 червня 2013. Процитовано 2 червня 2008.
42. ↑  DraftHoaryReleaseAnnouncement. 2005-07-31. Архів оригіналу за 10 листопада 2006. Процитовано 5 березня 2008.
43. ↑  Add/Remove Applications. Ubuntu Documentation. Canonical Ltd. Архів оригіналу (Wiki) за 5 липня 2007. Процитовано 6 червня 2008.
44. ↑  BreezyReleaseNotes. 2005-07-31. Архів оригіналу за 10 листопада 2006. Процитовано 5 березня 2008.
45. ↑  LiveCD - Community Ubuntu Documentation. Архів оригіналу за 22 квітня 2011. Процитовано 4 жовтня 2009.
46. ↑  feistybeta. 23 березня 2007. Архів оригіналу за 19 червня 2012. Процитовано 5 березня 2008.
47. ↑  Gutsy Gibbon - Tribe 3 test release. Архів оригіналу за 19 червня 2012. Процитовано 2 червня 2008.
48. ↑  Gutsy Gibbon - Tribe 4 test release. Архів оригіналу за 19 червня 2012. Процитовано 2 червня 2008.
49. ↑  Gutsy Gibbon - Tribe 5 test release. Архів оригіналу за 19 червня 2012. Процитовано 2 червня 2008.
50. ↑  Gutsy Gibbon - Tribe 2 test release. Архів оригіналу за 19 червня 2012. Процитовано 2 червня 2008.
51. ↑  Ubuntu Weekly Newsletter: Issue 36. Архів оригіналу за 10 квітня 2016. Процитовано 2 червня 2008.
52. ↑  Ubuntu's new Linux sports debugging tool. Архів оригіналу за 30 червня 2013. Процитовано 2 червня 2008.
53. ↑  Архівована копія. Архів оригіналу за 24 січня 2009. Процитовано 4 жовтня 2009.{{cite web}}:  Обслуговування CS1: Сторінки з текстом «archived copy» як значення параметру title (посилання)
54. ↑  Blueprint: "Fix the Linux audio mess once and for all". Launchpad. Архів оригіналу за 30 червня 2013. Процитовано 1 лютого 2008.
55. ↑  Ubuntu® 8.10 Server Edition delivers significant new features to innovative user base. Архів оригіналу за 28 березня 2009. Процитовано 4 жовтня 2009.
56. ↑  Ubuntu® 8.10 Desktop Edition enables mobile, flexible computing for a changing digital world. Архів оригіналу за 31 грудня 2008. Процитовано 4 жовтня 2009.
57. ↑  Canonical Ltd (April 2009). Ubuntu 9.04 released. Архів оригіналу за 11 серпня 2011. Процитовано 23 квітня 2009.
58. ↑  Karmic Alpha 1 released. Архів оригіналу за 11 серпня 2011. Процитовано 4 жовтня 2009.
59. ↑  Ubuntu 9.10 Beta released. Архів оригіналу за 11 серпня 2011. Процитовано 4 жовтня 2009.
60. ↑  Ubuntu 9.10 Desktop Edition puts the user at the heart of its new design. Архів оригіналу за 28 жовтня 2009. Процитовано 29 жовтня 2009.
61. ↑  Canonical Ltd (September 2009). DevelopmentCodeNames. Архів оригіналу за 4 липня 2007. Процитовано 19 вересня 2009.
62. ↑  
Paul, Ryan (September 2009). Ubuntu 10.04 LTS announced, codenamed Lucid Lynx. Архів оригіналу за 19 червня 2012. Процитовано 24 вересня 2009.
63. ↑  Canonical's Ubuntu 10.04 LTS Desktop Edition features three years of support, an online music store, a new look and social network integration. Архів оригіналу за 30 квітня 2010. Процитовано 30 квітня 2010.
64. ↑  Shooting for the Perfect 10.10 with Maverick Meerkat. Архів оригіналу за 10 квітня 2019. Процитовано 30 квітня 2010.
65. ↑  Paul, Ryan (April 2010). Ubuntu 10.10 to be codenamed Maverick Meerkat. Архів оригіналу за 30 червня 2013. Процитовано 2 квітня 2010.
66. ↑  Canonical Ltd (April 2010). MaverickReleaseSchedule. Архів оригіналу за 29 квітня 2011. Процитовано 06 квітня 2010.
67. ↑  Latest Ubuntu Version Puts Focus on Consumers and Mobile. Архів оригіналу за 9 жовтня 2010. Процитовано 11 жовтня 2010.
68. ↑  Maverick Meerkat / Release Notes. Архів оригіналу за 15 вересня 2012. Процитовано 11 жовтня 2010.
69. ↑  Блог Canonical. Архів оригіналу за 12 жовтня 2010. Процитовано 11 жовтня 2010.
70. ↑  Ubuntu quietly breaks off Sparc affair. Архів оригіналу за 3 жовтня 2010. Процитовано 11 жовтня 2010.
71. ↑  Ubuntu 12.04 (Precise Pangolin) released!. Архів оригіналу за 28 квітня 2012. Процитовано 28 квітня 2012.
72. ↑  Релиз Linux-дистрибутива Ubuntu 12.04. Обзор новшеств. Архів оригіналу за 29 квітня 2012. Процитовано 28 квітня 2012.
73. ↑  Релиз Linux-дистрибутива Ubuntu 12.10. Обзор новшеств [Архівовано 23 жовтня 2012 у Wayback Machine.] // opennet.ru 18.10.2012
74. ↑  Ubuntu 12.10 Quantal Quetzal (Квантовый Кетцаль/Квезаль). Архів оригіналу за 18 жовтня 2012. Процитовано 18 жовтня 2012.
75. ↑  Релиз Linux-дистрибутива Ubuntu 13.04 [Архівовано 28 квітня 2013 у Wayback Machine.](рос.)
76. ↑  Ubuntu 14.04 LTS (Trusty Tahr) released. Архів оригіналу за 1 липня 2014. Процитовано 19 квітня 2014.
77. ↑  [Y is for… http://www.markshuttleworth.com/archives/1496 [Архівовано 25 квітня 2016 у Wayback Machine.]](англ.)
78. ↑  [Releases - Ubuntu Wiki https://wiki.ubuntu.com/Releases [Архівовано 29 жовтня 2013 у Wayback Machine.]](англ.)
79. ↑  Історія версій “linux-meta” в Ubuntu (англійською) . Launchpad.net. Архів оригіналу за 29 грудня 2011. Процитовано 21 жовтня 2011.
80. ↑  Історія версій “xorg-server” в Ubuntu (англійською) . Launchpad.net. Архів оригіналу за 29 грудня 2011. Процитовано 21 жовтня 2011.
81. ↑  Історія версій “xorg” в Ubuntu (англійською) . Launchpad.net. Архів оригіналу за 29 грудня 2011. Процитовано 21 жовтня 2011.
82. ↑  Історія версій “python-defaults” в Ubuntu (англійською) . Launchpad.net. Архів оригіналу за 29 грудня 2011. Процитовано 21 жовтня 2011.
83. ↑  Історія версій “perl” в Ubuntu (англійською) . Launchpad.net. Архів оригіналу за 19 жовтня 2012. Процитовано 2011-10-2.
84. ↑  Історія версій “gnome-desktop” в Ubuntu (англійською) . Edge.launchpad.net. Процитовано 21 жовтня 2011.
85. ↑  Історія версій “nautilus” в Ubuntu (англійською) . Edge.launchpad.net. Процитовано 21 жовтня 2011.
86. ↑  Історія версій “firefox” в Ubuntu (англійською) . Launchpad.net. Архів оригіналу за 24 листопада 2011. Процитовано 21 жовтня 2011.
87. ↑  Історія версій “firefox-3.0” в Ubuntu (англійською) . Launchpad.net. Архів оригіналу за 29 грудня 2011. Процитовано 21 жовтня 2011.
88. ↑  Історія версій “firefox-3.5” в Ubuntu (англійською) . Edge.launchpad.net. Процитовано 21 жовтня 2011.
89. ↑  Історія версій “openoffice.org” в Ubuntu (англійською) . Launchpad.net. Архів оригіналу за 22 травня 2011. Процитовано 21 жовтня 2011.
90. ↑  Історія версій “libreoffice” в Ubuntu (англійською) . Launchpad.net. Архів оригіналу за 17 жовтня 2012. Процитовано 21 жовтня 2011.
91. ↑  Історія версій “gimp” в Ubuntu (англійською) . Launchpad.net. Архів оригіналу за 29 грудня 2011. Процитовано 21 жовтня 2011.
92. ↑  Історія версій «pidgin» в Ubuntu (eng). Архів оригіналу за 29 грудня 2011. Процитовано 29 березня 2011.
93. ↑  Історія версій «pitivi» в Ubuntu (eng). Архів оригіналу за 16 жовтня 2012. Процитовано 18 жовтня 2012.
94. ↑  Whitcroft, Andy (5 березня 2010). K Оновлення ядра v2.6.33 drm. kernel-team (Список розсилки) (англійською) . Архів оригіналу за 6 січня 2012. Процитовано 27 серпня 2010.
95. ↑  Andy Whitcroft підтверджує, що Ubuntu 11.04 буде використовувати ядро 2.6.38 (eng). Архів оригіналу за 23 січня 2012. Процитовано 18 жовтня 2012.
96. ↑  OpenOffice.org — перехідний пакет, який замінює OpenOffice.org LibreOffice (eng). Архів оригіналу за 3 листопада 2012. Процитовано 18 жовтня 2012.
97. ↑  "linux" 3.0-0.1 пакет сирців для Oneiric Ocelot. Launchpad (англійською) . 9 червня 2011. Архів оригіналу за 27 серпня 2011. Процитовано 9 червня 2011.
98. ↑  Releases (англійською) . Canonical Ltd. Архів оригіналу за 29 жовтня 2013. Процитовано 28 лютого 2010.